# Renacimiento

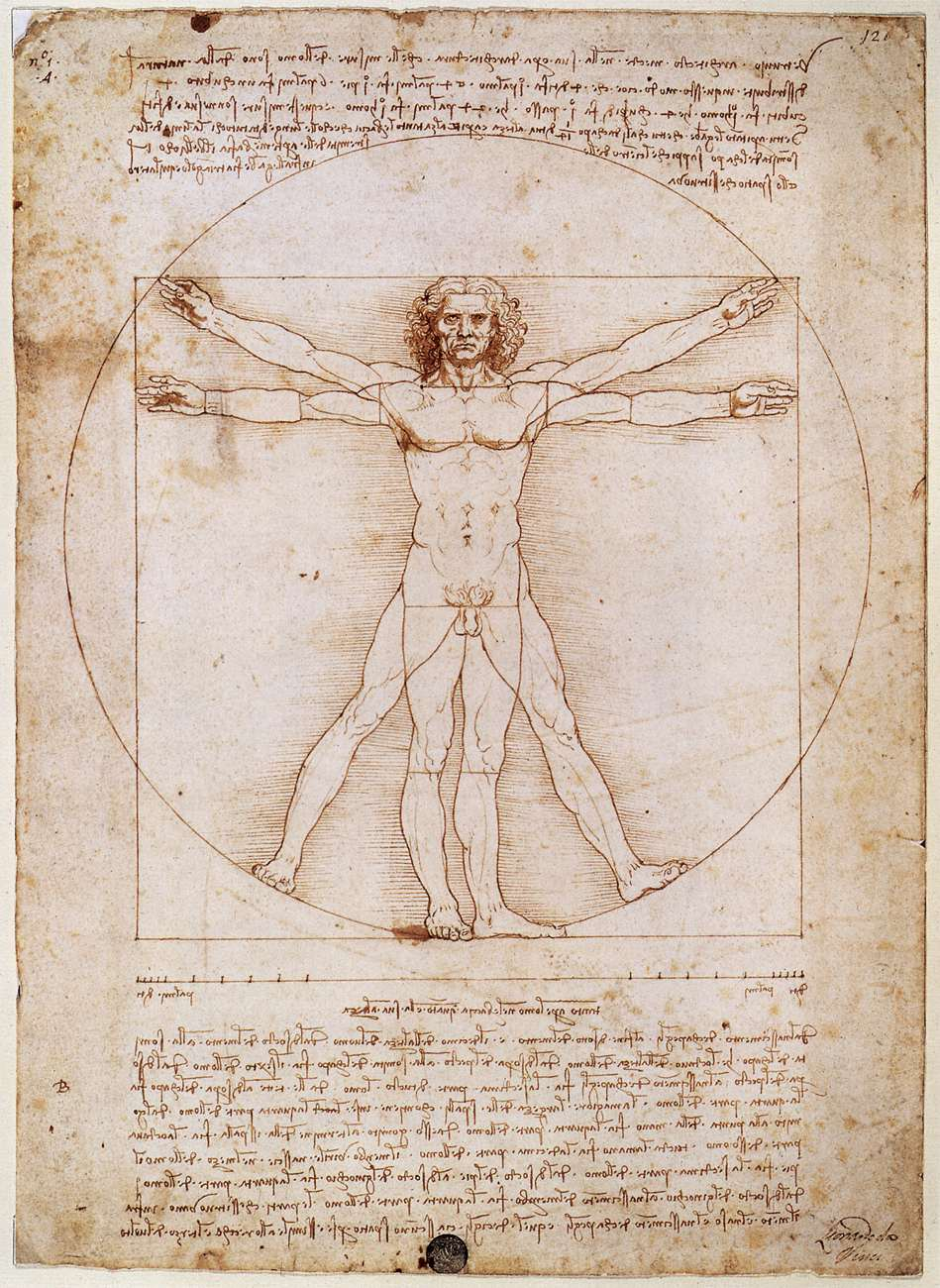
Hombre de Vitruvio, dibujo de Leonardo da Vinci, expresión del canon estético renacentista

Renacimiento es el nombre dado en el siglo XIX a un amplio movimiento cultural que se produjo en Europa Occidental durante los siglos XV y XVI. Fue un periodo de transición entre la Edad Media y los inicios de la Edad Moderna. Sus principales exponentes se hallan en el campo de las artes, aunque también se produjo una renovación en las ciencias, tanto naturales como humanas. La ciudad de Florencia, en Italia, fue el lugar de nacimiento y desarrollo de este movimiento, que se extendió después por toda Europa.
El Renacimiento fue fruto de la difusión de las ideas del humanismo, que determinaron una nueva concepción del hombre y del mundo. El término «Renacimiento» se utilizó reivindicando ciertos elementos de la cultura clásica griega y romana, y se aplicó originariamente como una vuelta a los valores de la cultura grecolatina y a la contemplación libre de la naturaleza tras siglos de predominio de un tipo de mentalidad más rígida y dogmática establecida en la Europa medieval. En esta nueva etapa se planteó una nueva forma de ver el mundo y al ser humano, con nuevos enfoques en los campos de las artes, la política, la filosofía y las ciencias, sustituyendo el teocentrismo medieval por el antropocentrismo.
El historiador y artista Giorgio Vasari fue el primero que utilizó la palabra "Renacimiento" (rinascita) para describir la ruptura con la tradición artística medieval, a la que calificaba como un estilo de bárbaros, que más tarde recibirá el calificativo de Gótico. Vasari opinaba que las artes habían entrado en decadencia al hundirse el Imperio romano y solo habían sido rescatadas por los artistas de la Toscana a partir del siglo XIII.
El concepto actual de Renacimiento (del francés Renaissance) fue formulado a mediados del siglo XIX por el historiador francés Jules Michelet, en su obra Renaissance et Réforme, publicada en 1855. Por primera vez, Michelet usó el término en el sentido de un periodo histórico, que abarcaría desde el descubrimiento de América hasta Galileo, y lo consideró más importante por sus desarrollos científicos que por el arte o la cultura. Michelet, que era nacionalista francés y republicano, le atribuyó al Renacimiento unos valores democráticos opuestos a los de la Edad Media precedente y un protagonismo francés.
El otro historiador que tuvo gran influencia en dar forma al concepto de Renacimiento fue el suizo Jacob Burckhardt, quien lo definió como el periodo entre Giotto y Miguel Ángel, es decir, del siglo XIV a mediados del xvi. Buckhardt destacaba del Renacimiento el surgimiento del espíritu individualista moderno, que la Edad Media habría cohibido.
Desde una perspectiva de la evolución artística general de Europa, el Renacimiento significó una «ruptura» con la unidad estilística que hasta ese momento había sido «supranacional». El Renacimiento no fue un fenómeno unitario desde los puntos de vista cronológico y geográfico: su ámbito se limitó a la cultura europea y a los territorios americanos recién descubiertos, a los que las novedades renacentistas llegaron tardíamente. Su desarrollo coincidió con el inicio de la Edad Moderna, marcada por la consolidación de los estados europeos, los viajes transoceánicos que pusieron en contacto a Europa y América, la descomposición del feudalismo, el ascenso de la burguesía y la afirmación del capitalismo. Sin embargo, muchos de estos fenómenos rebasan por su magnitud y mayor extensión en el tiempo el ámbito renacentista.

## Aspectos generales

### Contexto histórico

Imprenta europea del. La difusión de la cultura gracias a la imprenta fue una de las principales causas dinamizadoras de la nueva corriente cultural renacentista.

El Renacimiento marca el inicio de la Edad Moderna, un período histórico que por lo general se suele establecer entre el descubrimiento de América en 1492 y la Revolución francesa en 1789, el cual, en el terreno artístico, engloba estilos como el Renacimiento y el manierismo (siglos xv y xvi), el Barroco, el rococó y el Neoclasicismo (siglos xvii y xviii). Otros historiadores sitúan la fecha de inicio en 1453, caída de Constantinopla, o bien remarcan un hecho trascendental como la invención de la imprenta (hacia 1440 aproximadamente, de la mano de Johannes Gutenberg).
Los antecedentes históricos del Renacimiento cabe situarlos en la decadencia del mundo medieval ocurrida a lo largo del siglo XV por diversos factores, como el declive del Sacro Imperio Romano Germánico, el debilitamiento de la Iglesia católica a causa de los cismas y los movimientos heréticos —que darían origen a la Reforma protestante—, la profunda crisis económica derivada del anquilosamiento del sistema feudal y la decadencia de las artes y las ciencias, lastradas por una teología escolástica sumida en el escepticismo.
Frente a esta decadencia, los principales centros académicos europeos buscaron regenerarse a través del retorno a los valores de la cultura clásica grecorromana. A su vez, comenzó a fraguarse una nueva sociedad fundamentada en el auge de los nuevos estados centralizados, con poderosos ejércitos y administraciones burocratizadas —inicio del autoritarismo monárquico preconizado por Maquiavelo—, así como en el crecimiento demográfico y una economía centrada en una nueva clase social emergente, la burguesía, que puso los cimientos del capitalismo y una economía mercantil y preindustrial; todo ello coadyuvado por el progreso técnico y científico experimentado durante este período, fundamentado en la imprenta y la consiguiente velocidad de difusión de las novedades. Surgió así una visión del mundo más antropocéntrica, desligada de la religión y el teocentrismo medieval, en la que el hombre y los avances científicos supondrán la nueva forma de valorar el mundo: el humanismo, un término inicialmente aplicado a los especialistas en disciplinas grecolatinas (derecho, retórica, teología y arte), que se haría extensivo a filósofos, artistas, científicos y cualquier estudioso de las diversas ramas del conocimiento que comenzaron entonces a aglutinarse en un concepto de cultura general.
En Italia, el epicentro de la cultura renacentista, la división del territorio en ciudades-estado con diferentes regímenes políticos —repúblicas como Florencia o Venecia, estados monárquicos como Milán y Nápoles o el dominio papal en Roma— propició el ascenso de una élite económica que patrocinó la cultura y el arte como instrumentos de propaganda del estado, cada uno rivalizando con los demás en magnificencia y esplendor. La educación se volvió más accesible, dejando de estar circunscrita al clero, y se favoreció el debate intelectual, con la fundación de universidades y el patrocinio de la literatura.
Por su parte, el siglo XVI estuvo marcado por los grandes descubrimientos geográficos iniciados con la llegada de Colón a América en 1492, como el establecimiento de la ruta del Cabo por Vasco da Gama en 1498, la vuelta al mundo de Magallanes y Elcano entre 1519 y 1521, el desembarco de Cortés en México, 1519, y la conquista del Perú por Pizarro (1530-1533); así como por la ruptura de la unidad cristiana causada por la Reforma protestante de Martín Lutero (1520), el desarrollo de la ciencia y la técnica (Nova Scientia de Tartaglia, 1538; De revolutionibus de Copérnico, 1543; Anatomía de Vesalio, 1543) y la expansión del humanismo (Erasmo de Róterdam, Giovanni Pico della Mirandola, Ludovico Ariosto, Tomás Moro, Juan Luis Vives, François Rabelais).

### Definición

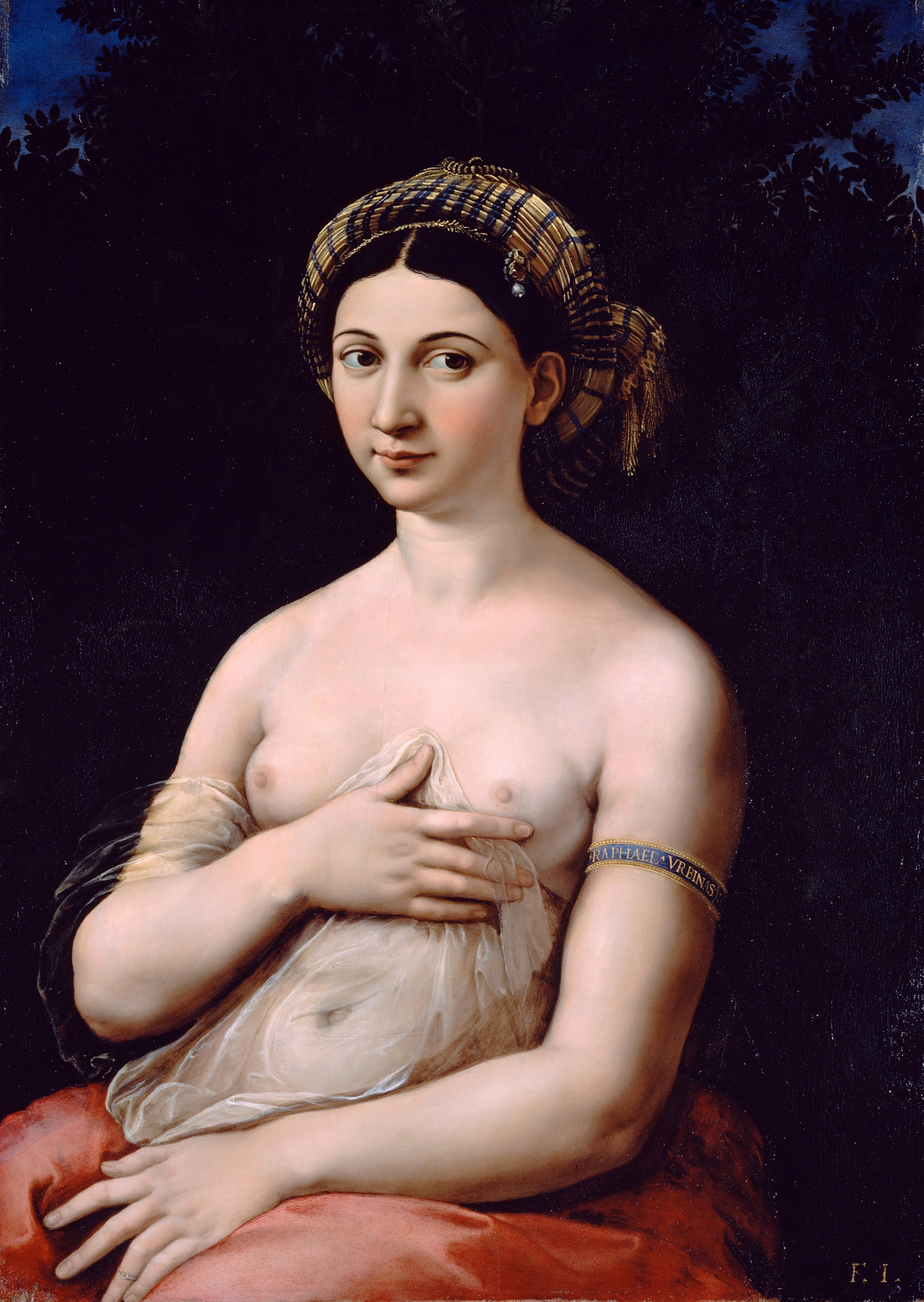
La Fornarina, pintura de Rafael, expuesta en el Palacio Barberini de Roma. En el Renacimiento se afianza el retrato como género autónomo. Aquí se aprecia además el interés por el desnudo, procedente del arte clásico.

El término «Renacimiento» procede del italiano Rinascita y fue acuñado por el artista e historiador Giorgio Vasari en sus Vidas (1550/1568), en alusión al renacer de la cultura clásica tras el oscurantismo medieval. Como tal, supone un fenómeno tanto social como político y cultural que abarcó todo el continente europeo durante los siglos xv y xvi. En la historiografía moderna, la primera definición del Renacimiento procede del historiador francés Jules Michelet (La Renaissance, 1855), mientras que la visión actual del mundo renacentista fue forjada por Jacob Burckhardt en su ensayo La cultura del Renacimiento en Italia (1860).
Aunque se suele situar el inicio del Renacimiento en el siglo XV numerosos historiadores lo retrotraen al siglo XIV o aún al xiii, a la obra de algunos artistas considerados precursores, como Cimabue y Giotto en pintura o Nicola Pisano en escultura. Estos sentaron las bases de los primeros artistas plenamente renacentistas en la Florencia del primer cuarto del siglo XV, como el pintor Masaccio, el escultor Donatello o el arquitecto Brunelleschi, todos ellos interesados en el naturalismo, la armonía y las proporciones matemáticas.
En este clima cultural de renovación, basado en modelos de la antigüedad clásica, surgió a principios del siglo XV un movimiento artístico en Italia de gran vitalidad, que se extendería de inmediato a otros países de Europa. El artista tomó conciencia de individuo con valores intrínsecos, se sintió atraído por la cultura y el saber en general, y comenzó a estudiar los modelos de la antigüedad, a la vez que estudiaba disciplinas como la anatomía e investigaba nuevas técnicas, como el claroscuro y la perspectiva, desarrollándose enormemente las formas de representar el mundo natural con fidelidad. El paradigma de esta nueva actitud es Leonardo da Vinci, quien se interesó por múltiples ramas del saber, pero del mismo modo Miguel Ángel Buonarroti, Rafael Sanzio, Sandro Botticelli y Bramante fueron artistas conmovidos por la imagen de la antigüedad y preocupados por desarrollar nuevas técnicas escultóricas, pictóricas y arquitectónicas, así como por la música, la poesía y la nueva sensibilidad humanística.
No cabe duda de que el Renacimiento evolucionó en buena medida del arte medieval, una parte del cual no había dejado de valorar e imitar el arte clásico; pero el artista renacentista buscó imperiosamente distanciarse de la etapa anterior, a la que menospreciaban por su supeditación a los valores religiosos y por su estilo antinaturalista, proveniente no de una falta de habilidad técnica en imitar a la naturaleza, sino de una voluntad propia de eludirla para enfatizar otros valores más subjetivos, ligados a la espiritualidad. Sin embargo, el propio artista renacentista no valoró este hecho y se sintió distinto, «renacido»; así, Lorenzo Valla llegó a afirmar que no sabía por qué las artes «habían decaído hasta tal punto, y casi muerto; ni tampoco por qué habían resurgido en esa época; apareciendo y triunfando tantos buenos artistas y escritores».

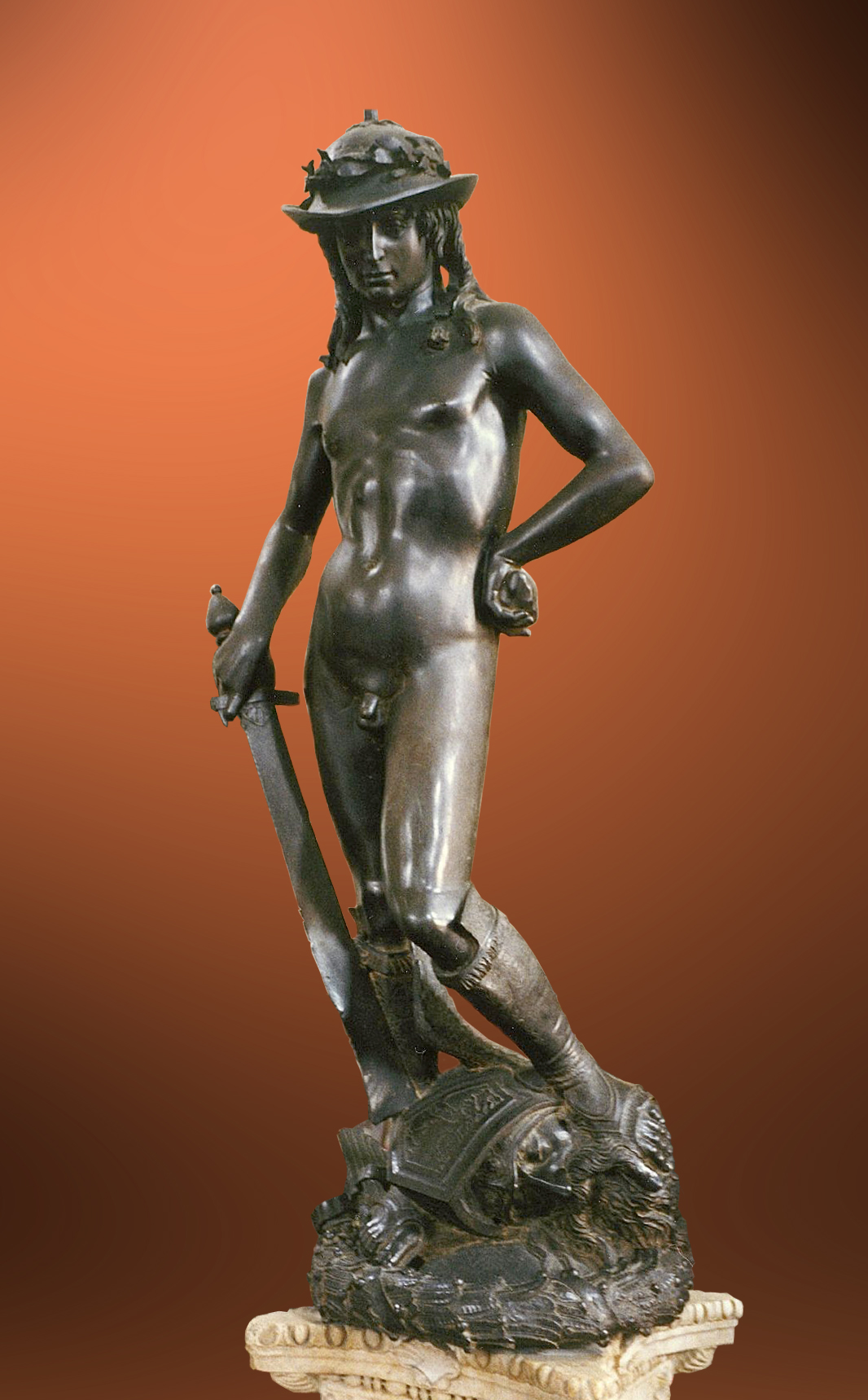
David (1440), de Donatello, Museo Nazionale del Bargello, Florencia. En esta obra se representa un personaje bíblico como un héroe de la Antigüedad clásica, una clara muestra del nuevo concepto renacentista del arte.

Buena parte del surgimiento de esta nueva escala de valores, en que artistas y literatos serán exaltados por encima de personajes de noble cuna, proviene del sistema de ciudades-estado italianas de tipo republicano, alejadas así de los modos autoritarios de la aristocracia y el clero, con sociedades en que se valoraba más el mérito propio que no el proveniente del nacimiento en una determinada estirpe. En esta nueva sociedad se valora más la virtud cívica que la caballeresca o contemplativa, el talento personal —fuese en los negocios, la ciencia o el arte— que el rancio abolengo.
Conviene remarcar que un factor que coadyuvó enormemente al éxito de las nuevas teorías artísticas fue el mecenazgo, tanto de ciudades y entidades de diversa índole como de personajes provenientes tanto de la aristocracia y el clero como de la nueva burguesía emergente. Para estos personajes, el patronazgo de la cultura era una señal de poder y estatus social, que otorgaba a quien lo ejercía prestigio y ostentación frente a sus semejantes. Algunos de los mecenas más distinguidos fueron: el florentino Lorenzo de Médicis, apodado «el Magnífico»; Federico da Montefeltro, duque de Urbino; Ludovico Gonzaga, marqués de Mantua; Alfonso el Magnánimo, rey de Nápoles; Francesco y Ludovico Sforza, duques de Milán; además de los papas y cardenales de la Iglesia.
El artista renacentista es heredero de los preceptos de la cultura clásica, pero los reinterpreta a través del humanismo, reafirmando los valores intrínsecos del mundo perceptible y del ser humano como parte de esa realidad sensible. Aunque no renuncia a la religión y los valores de la realidad cristiana, da preponderancia a esta nueva visión humanística por encima de la trascendencia religiosa. Así, a la visión estática del universo preponderante durante la Edad Media se sucede una visión dinámica que se sustenta en la experimentación y en la revalidación del método científico como fuente de conocimiento. Por otro lado, los nuevos valores supremos del artista serán la belleza y la armonía, desligadas de la religión y sustentadas en el estudio de la naturaleza, que a través de la medida y la proporción otorgan al artista nuevas herramientas para realizar sus obras.
Mientras surgía en Florencia el Quattrocento o Primer Renacimiento italiano —así llamado por desarrollarse durante los años 1400 (siglo XV)—, originado por la búsqueda de los cánones de belleza clásicos y de las bases científicas del arte, se produjo un fenómeno similar y coetáneo en Flandes —especialmente en pintura—, basado principalmente en la observación de la naturaleza. Este Primer Renacimiento tuvo gran difusión en la Europa Oriental: la fortaleza moscovita del Kremlin, por ejemplo, fue obra de artistas italianos.
La segunda fase del Renacimiento, o Cinquecento (siglo XVI), estuvo marcada por la hegemonía artística de Roma, cuyos papas (Julio II, León X, Clemente VII y Paulo III, algunos de ellos pertenecientes a la familia florentina de los Médici) apoyaron fervorosamente el desarrollo de las artes, así como la investigación de la antigüedad clásica. Sin embargo, con las guerras de Italia (saco de Roma en 1527), muchos de estos artistas emigraron y propagaron las teorías renacentistas por toda Europa.
Así, a lo largo del siglo XVI el Renacimiento italiano se extendió por toda Europa, desde Portugal hasta Escandinavia, y desde Francia hasta Rusia. Muchos artistas viajaron en busca de formación o mecenazgo, y las grandes cortes europeas —como Fontainebleau, Madrid, Praga o Dresde— se llenaron de artistas de múltiples nacionalidades. Se valoraba especialmente a los artistas italianos, pero numerosos extranjeros que fueron a formarse a Italia adquirieron así una nueva reputación. Un factor coadyuvante de la difusión del nuevo arte fue el grabado, cuya fabricación en serie permitió expandir las obras de los artistas por todo el continente. También aumentó considerablemente el mercado del arte, y la labor de los marchantes fue esencial para conectar a artistas y compradores; uno de los mayores centros de mercado del arte de la época fue Amberes. También creció el coleccionismo, y aparecieron las llamadas «cámaras de arte» (Kunstkammern), generalmente pertenecientes a personajes de la aristocracia y la realeza, unas estancias donde se exponían objetos de arte de todo tipo, libros y objetos de toda clase, e incluso minerales o muestras naturales, de la flora y la fauna; una de las más afamadas fue la de Rodolfo II en Praga.
Características
De forma genérica se pueden establecer las características del Renacimiento en: 
- La «vuelta a la antigüedad»: resurgieron tanto las antiguas formas arquitectónicas como el orden clásico y la utilización de motivos formales y plásticos antiguos. Asimismo, se tomaron como motivos temáticos la mitología clásica y la historia, así como la adopción de antiguos elementos simbólicos. Con ello el objetivo no era efectuar una copia servil, sino la penetración y el conocimiento de las leyes que sustentan el arte clásico. Buena parte de esta revalorización del arte clásico vino por los hallazgos arqueológicos de piezas como monedas, camafeos o esculturas romanas, así como la recuperación de tratados clásicos como los de Vitruvio, esenciales en la renovación de la arquitectura.[13]

- Surgimiento de una nueva «relación con la naturaleza», que iba unida a una concepción ideal y realista de la ciencia. La matemática se va a convertir en la principal ayuda de un arte que se preocupa incesantemente en fundamentar racionalmente su ideal de belleza. La aspiración de acceder a la verdad de la naturaleza, como en la antigüedad, no se orienta hacia el conocimiento de fenómeno casual, sino hacia la penetración de la idea.[13]

- El Renacimiento hace al «hombre» medida de todas las cosas. Presupone en el artista una formación científica, que le hace liberarse de las actitudes gremiales y mecanicistas más propias del medievo y elevarse en la escala social. Esto supone revestir al artista de una nueva consideración, la de «creador». La figura humana es el nuevo centro de interés del artista, que estudia con detenimiento la anatomía para hacer una representación fidedigna, al tiempo que valora aspectos como el movimiento y la expresión.[13]

- El «mecenazgo»: las clases altas patrocinaban y encargaban obras constantemente, ya que el arte era visto como un instrumento de prestigio y refinamiento, lo que condujo a un momento de gran brillantez en todas las disciplinas artísticas. Los principales centros de mecenazgo fueron la Florencia de los Médicis en el Quattrocento y la Roma papal en el Cinquecento, particularmente Julio II y León X.[13] En otras ciudades, otras grandes familias fomentaron el mecenazgo: los Este en Ferrara, los Gonzaga en Mantua, los Sforza en Milán, los Colonna en Nápoles, etc.

### Estética

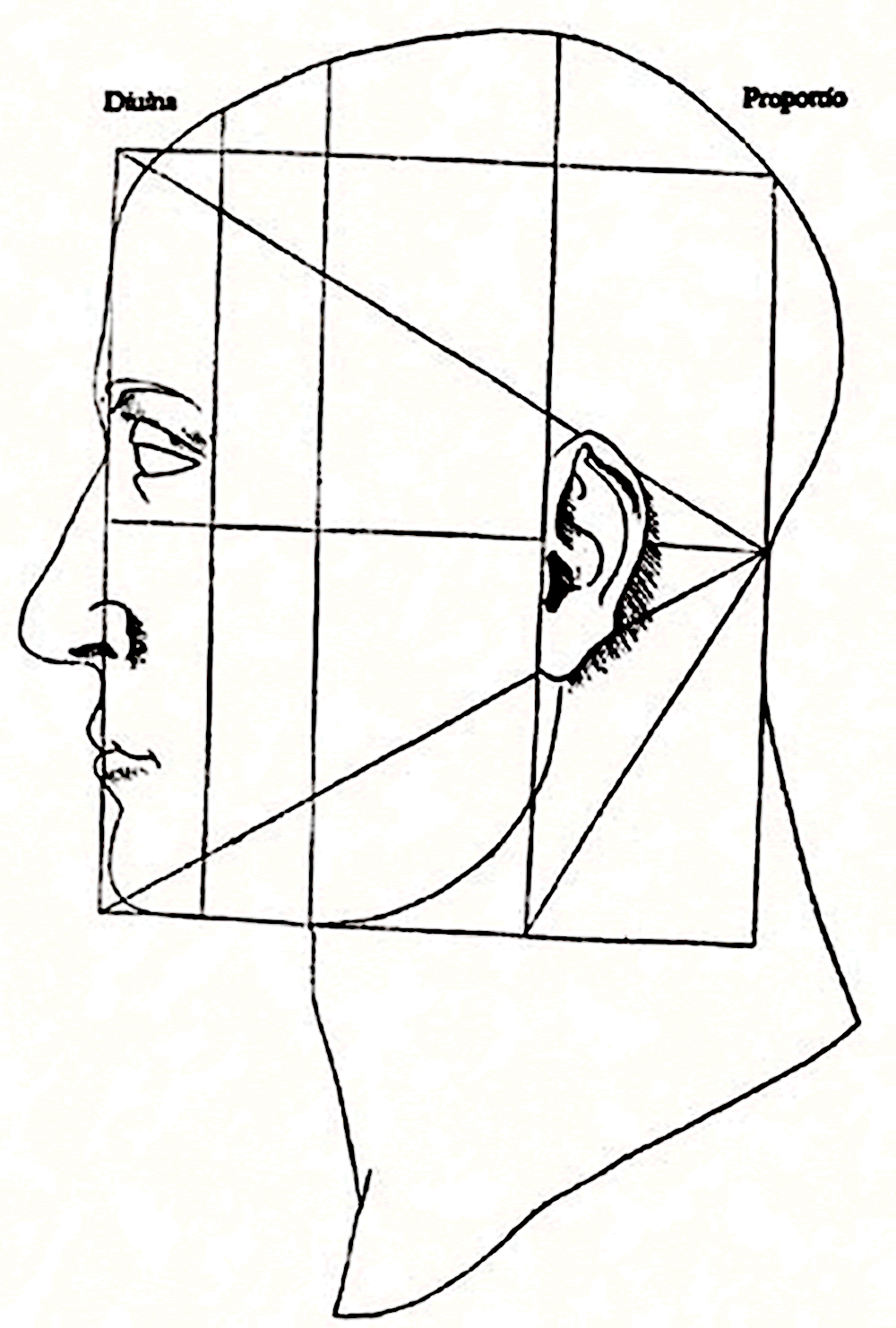
Ejemplo canónico para representar la cabeza humana acorde con La Divina Proporción de Luca Pacioli

La cultura renacentista supuso el retorno al racionalismo, al estudio de la naturaleza, la investigación empírica, con especial influencia de la filosofía clásica grecorromana. La estética renacentista se basó tanto en la antigüedad clásica como en la estética medieval, por lo que a veces resultaba algo contradictoria: la belleza oscilaba entre una concepción realista de imitación de la naturaleza y una visión ideal de perfección sobrenatural, siendo el mundo visible el camino para ascender a una dimensión suprasensible.
Uno de los primeros teóricos del arte renacentista fue Cennino Cennini: en su obra Il libro dell'arte (1400) sentó las bases de la concepción artística del Renacimiento, defendiendo el arte como una actividad intelectual creadora, y no como un simple trabajo manual. Para Cennini el mejor método para el artista es retratar de la naturaleza (ritrarre de natura), defendiendo la libertad del artista, que debe trabajar «como le place, según su voluntad» (come gli piace, secondo sua volontà). También introdujo el concepto de «diseño» (disegno), el impulso creador del artista, que forja una idea mental de su obra antes de realizarla materialmente, concepto de vital importancia desde entonces para el arte moderno.
En ese contexto surgieron varios tratados más acerca del arte, como los de Leon Battista Alberti (De Pictura, 1436-1439; De re aedificatoria, 1450; y De Statua, 1460), o Los Comentarios (1447) de Lorenzo Ghiberti. Alberti recibió la influencia aristotélica, pretendiendo aportar una base científica al arte. También habló de decorum, el tratamiento del artista para adecuar los objetos y temas artísticos a un sentido mesurado, perfeccionista. Fue Alberti quien agrupó a la arquitectura, la escultura y la pintura en el grupo de las artes liberales, ya que hasta entonces eran consideradas como artesanía; con ello, elevó al artista a la categoría de creador intelectual. Ghiberti fue el primero en periodificar la historia del arte, distinguiendo antigüedad clásica, período medieval y lo que llamó «renacer de las artes» (Renacimiento).
El Renacimiento puso especial énfasis en la imitación de la naturaleza, lo que consiguió a través de la perspectiva o de estudios de proporciones, como los realizados por Luca Pacioli sobre la sección áurea: en De Divina Proportione (1509) habló del número áureo —representado por la letra griega φ (fi)—, el cual posee diversas propiedades como relación o proporción, que se encuentran tanto en algunas figuras geométricas como en la naturaleza, en elementos tales como caracolas, nervaduras de las hojas de algunos árboles, el grosor de las ramas, etc. Asimismo, atribuyó un carácter estético especial a los objetos que siguen la razón áurea, así como les otorgó una importancia mística.
Por otro lado, Giorgio Vasari, en Vida de los más excelentes arquitectos, pintores y escultores italianos desde Cimabue hasta nuestros tiempos (1542–1550), fue uno de los predecesores de la historiografía del arte, al confeccionar una crónica de los principales artistas de su tiempo, poniendo especial énfasis en la progresión y el desarrollo del arte.

## Arte

### Etapas

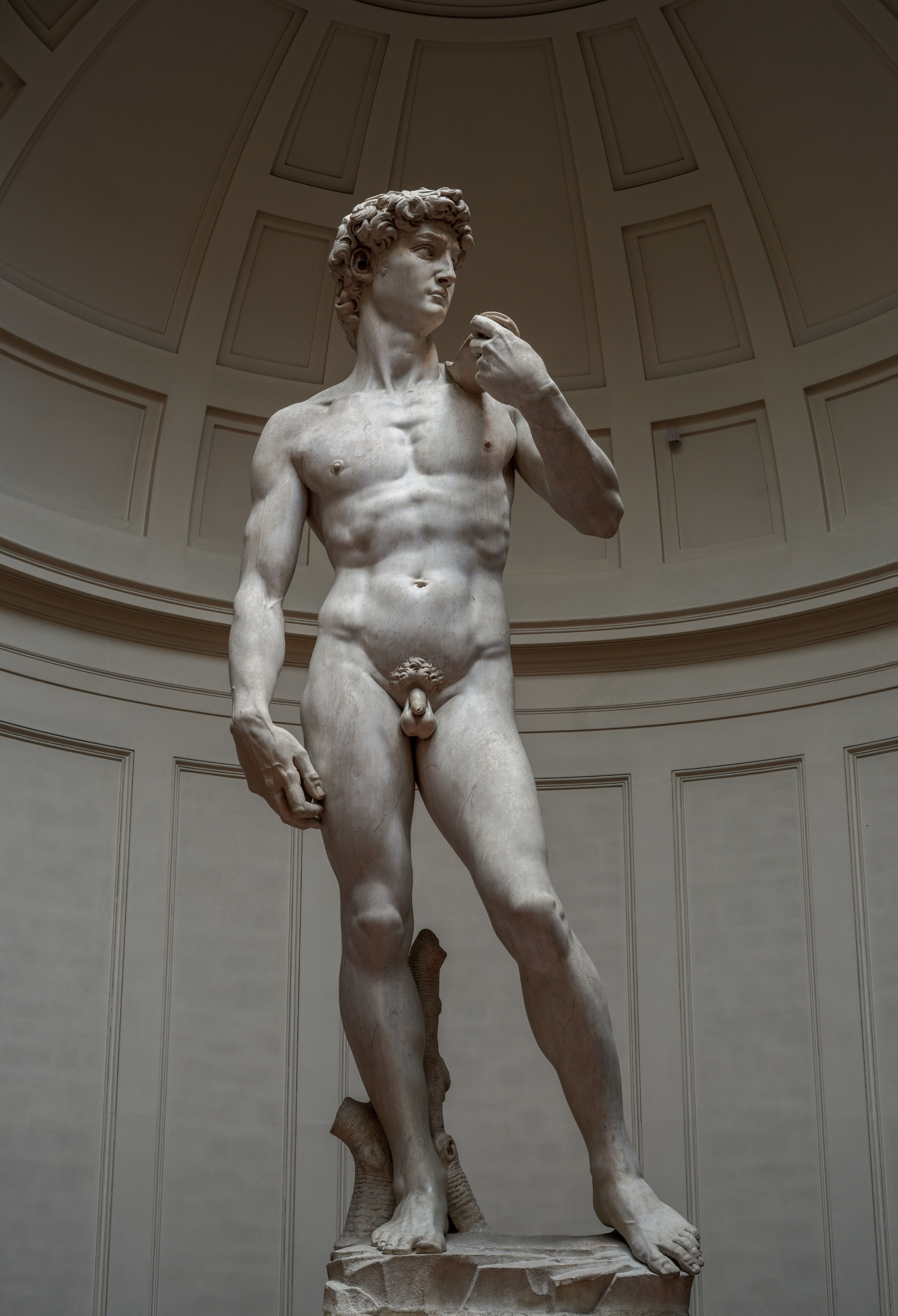
El David de Miguel Ángel ubicado en la Galería de la Academia, Florencia.

Diferentes etapas históricas marcan el desarrollo del Renacimiento: la primera tiene como espacio cronológico todo el siglo XV: es el denominado Quattrocento, y comprende el Primer Renacimiento —también llamado «Renacimiento temprano» o «Bajo Renacimiento»—, que se desarrolla en Italia; la segunda surge en el siglo XVI y se denomina Cinquecento: su dominio artístico queda referido al clasicismo o Alto Renacimiento —también llamado «Renacimiento pleno»—, que se centra en el primer cuarto del siglo. En esta etapa surgen las grandes figuras del Renacimiento en las artes: Leonardo, Miguel Ángel, Rafael. Es el apogeo del arte renacentista. Este período desemboca hacia 1520-1530 en una reacción anticlásica que conforma el manierismo, que dura hasta el final del siglo XVI. Mientras que en Italia se estaba desarrollando el Renacimiento, en el resto de Europa se mantiene el arte gótico en sus formas tardías, situación que se iba a mantener, exceptuando casos concretos, hasta comienzos del siglo XVI.
En Italia el enfrentamiento y convivencia con la antigüedad grecorromana, considerada como un legado nacional, proporcionó una amplia base para una evolución estilística homogénea y de validez general. Por ello, allí fue posible su surgimiento y precedió a todas las demás naciones. Fuera de Italia, el desarrollo del Renacimiento dependería constantemente de los impulsos marcados por Italia: artistas importados desde Italia o formados allí harían el papel de verdaderos transmisores. Monarcas como Francisco I en Francia o Carlos I y Felipe II en España impusieron el nuevo estilo en las construcciones que patrocinaban, influyendo en los gustos artísticos predominantes y convirtiendo el Renacimiento en una «moda».

### Italia

#### Arquitectura

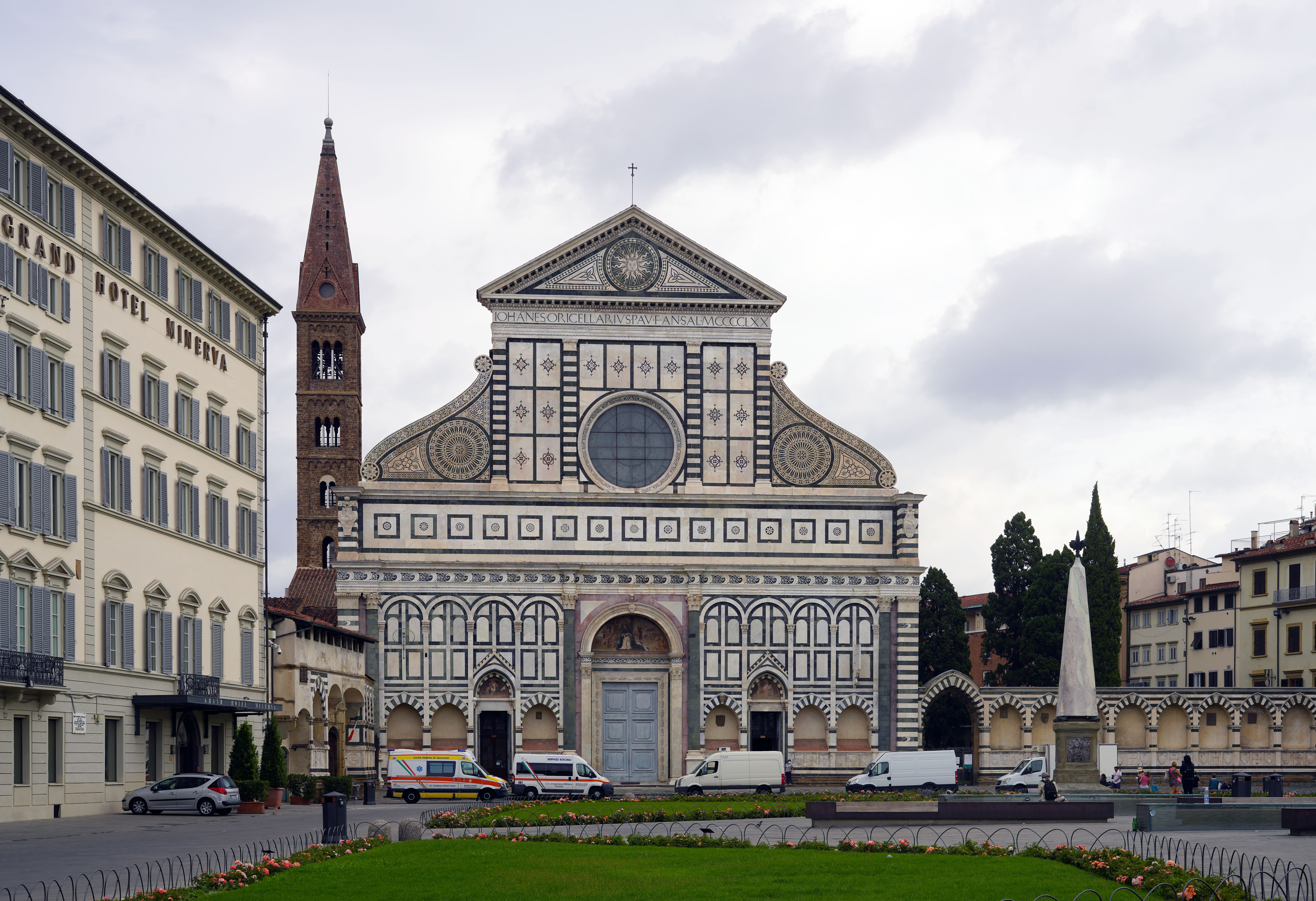
La Iglesia de Santa Maria Novella, en Florencia, con fachada de Leon Battista Alberti. La ordenación geométrica que propone Aberti en el diseño queda mitigada por el empleo de mármoles polícromos, conforme a la tradición local.

La arquitectura renacentista tuvo un carácter marcadamente profano en comparación con la época anterior. Surgió en una ciudad en donde la arquitectura gótica apenas había penetrado, Florencia. A pesar de ello, muchas de las obras más destacadas fueron edificios religiosos.
Con el nuevo gusto, se buscaba ordenar y renovar los viejos burgos medievales e incluso se proyectaban ciudades de nueva planta. La búsqueda de la «ciudad ideal», opuesta al modelo caótico y desordenado del medievo, sería una constante preocupación de artistas y mecenas. Así, el papa Pío II reordenó su ciudad natal, Pienza, convirtiéndola en un auténtico muestrario del nuevo urbanismo renacentista. En sí, las ciudades se convertirían en el escenario ideal de la renovación artística, oponiéndose al concepto medieval en el que lo rural tenía un papel preferente gracias al monacato. 
Al tomar elementos de la arquitectura clásica, los arquitectos renacentistas lo hacían de forma selectiva, así por ejemplo en lugar de utilizar la columna dórica clásica se prefirió el orden toscano. Igualmente se crearon formas nuevas, como la columna abalaustrada, nuevos órdenes de capiteles o decoraciones que si bien se inspiraban en la antigüedad habían de adaptarse al uso religioso de las iglesias. Así, los amorcillos clásicos que acompañaban a Venus en las representaciones griegas o romanas pasan a ser angelotes (putti).
Los arquitectos emplean las proporciones modulares y la superposición de órdenes que aparecía en los edificios romanos; las cúpulas se utilizaron mucho como elemento monumental en iglesias y edificios públicos. A partir de este momento, el arquitecto abandona el carácter gremial y anónimo que había tenido durante la Edad Media y se convierte en un intelectual, un investigador. Muchos de ellos escribieron tratados y obras especulativas de gran trascendencia, como en el caso de Leon Battista Alberti o Sebastiano Serlio.
Los elementos constructivos más característicos del estilo renacentista fueron:
- Estructurales: arco de medio punto, columnas, cúpula semiesférica, bóveda de cañón y cubierta plana con casetones.[31] Todos ellos habían sido usados en la antigüedad, especialmente por el arte romano, y se recuperan ahora, modificándolos. Decae paulatinamente el tradicional método de construcción del gótico, y se abandona en gran medida las bóvedas de crucería, el arco apuntado, las naves escalonadas y, sobre todo, la impresión de colosalismo y multiplicidad de los edificios medievales. Predominarían ahora valores como la simetría, la claridad estructural, la sencillez y, sobre todo, la adaptación del espacio a la medida del hombre.

- Decorativos: pilastras, frontones, pórticos, motivos heráldicos, almohadillados, volutas, grutescos, guirnaldas, motivos de candelieri (candelabros o pebeteros) y tondos o medallones. Algunos de estos ya se habían utilizado en el gótico, otros son creaciones originales y la mayoría se inspiraron en modelos romanos y griegos. En cuanto a la decoración, el Renacimiento preconizó el despojamiento, la austeridad, el orden. Solo a finales del siglo XVI esta tendencia se rompería en favor de la fantasía y la riqueza decorativa con el manierismo.

Por etapas, se pueden distinguir dos grandes momentos:

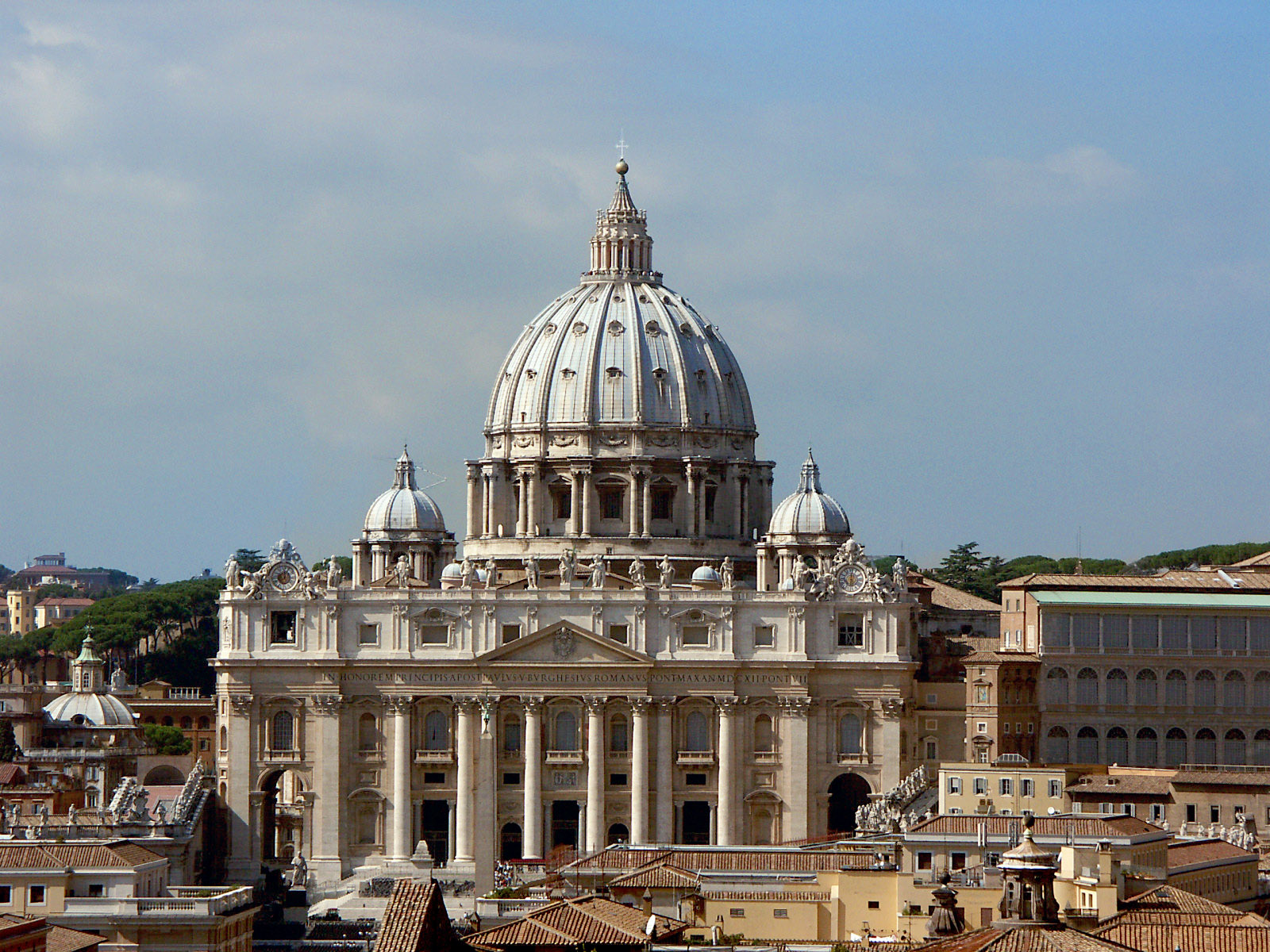
Basílica de San Pedro, obra de Bramante y Miguel Ángel, autor del diseño final que se ejecutó en su mayor parte; la cúpula fue terminada por Giacomo della Porta, y la fachada es obra de Carlo Maderno, de época barroca. Concebida inicialmente según un diseño centralizado, las variaciones en la dirección de la obra dieron como resultado un nuevo prototipo de iglesia, llamado a extenderse con la Contrarreforma.

- El Quattrocento tuvo su centro neurálgico en Florencia y la Toscana. La sencillez y claridad estructural y decorativa fue el rasgo fundamental de la arquitectura de este momento. Los modelos clásicos se someten a un proceso de estilización y se adaptan al templo cristiano. Fue frecuente recurrir a los órdenes clásicos, con columnas y pilastras adosadas, capiteles (con preferencia el corintio, aunque sustituyendo los caulículos por figuras fantásticas o de animales), fustes lisos y casi omnipresencia del arco de medio punto. Se usa también la bóveda de cañón y de arista, y cubiertas de madera con casetones. Lo que fundamentalmente distingue a la arquitectura del Quattrocento de la del Alto Renacimiento es la decoración menuda (putti, guirnaldas de flores o frutos, grutescos, etc.), las cúpulas con nervios, con ciertos resabios góticos (catedral de Florencia, de Filippo Brunelleschi) y las fachadas simétricas de pisos superpuestos (palacio Medici−Riccardi, de Michelozzo) o con sillares almohadillados (palacio Rucellai, de Bernardo Rossellino, proyecto de Alberti, palacio Pitti). En general, la arquitectura cuatrocentista da la impresión de orden, sencillez, ligereza y simetría, predominando en el interior de los edificios la luminosidad y la desnudez. Los arquitectos más destacados de este período fueron Brunelleschi (Basílica de San Lorenzo, 1420; Basílica del Santo Spirito, 1436) y Leon Battista Alberti (San Andrés de Mantua, 1460); y la principal obra fue la catedral de Santa María del Fiore de Florencia y su famosa cúpula, obra de Brunelleschi.[32] Del resto de Italia destacan: la Cartuja de Pavía, de Giovanni Antonio Amadeo (1475); la iglesia de San Zacarías de Venecia, de Mario Codussi (1470); y el Castel Nuovo de Nápoles, de Francesco Laurana (1453).[33]

- El Cinquecento tuvo como centro Roma: en 1506 Donato Bramante terminaba su célebre proyecto para la Basílica de San Pedro en el Vaticano, que sería el edificio que marcaría la pauta en lo restante del siglo XVI.[34] En esta etapa, los edificios tienden más a la monumentalidad y la grandiosidad. Miguel Ángel introdujo el «orden gigante» en su proyecto para la basílica vaticana, lo que rompió con el concepto de «arquitectura hecha a la medida del hombre».[35] Los palacios se adornaban con elaborados bajorrelieves (palacio Grimani de Venecia, 1549, obra de Michele Sanmicheli) o de esculturas exentas (Biblioteca de San Marcos, 1537–1550, Venecia, obra de Jacopo Sansovino). Predominaría de este modo la idea de riqueza, monumentalidad y lujo en las construcciones. A medida que avanza el siglo, el manierismo se introdujo en la arquitectura, con edificios cada vez más suntuosos, rebuscadas decoraciones y elementos que pretenden captar la atención del espectador por su originalidad o extravagancia (palacio del Té, en Mantua, de Giulio Romano). Podemos distinguir, de este modo, como en las demás disciplinas artísticas, dos periodos: el «clasicismo» de principios de siglo, con autores como Bramante, Miguel Ángel, Antonio da Sangallo el Viejo, o Jacopo Sansovino;[36] y el «manierismo», que se da a partir de 1530, siendo sus principales autores Andrea Palladio, Giorgio Vasari, Giulio Romano, Jacopo Vignola y Vincenzo Scamozzi.[37] Hay que apuntar que la ruptura del manierismo no fue radical puesto que ya en la obra de Miguel Ángel aparecen elementos que la preludian.[38]

#### Pintura

El Nacimiento de Venus, obra de Botticelli, conservada en la Galleria degli Uffizi, Florencia. El paganismo se introduce en el arte renacentista como contrapunto al mundo hermético y cerrado del medievo en el que Dios era el fin de todo. El ser humano en su individualidad y diversidad será a partir de ahora el objeto máximo del interés de los artistas.

En pintura, las novedades del Renacimiento se introdujeron de forma paulatina pero irreversible a partir del siglo XV. Un antecedente de las mismas fue Giotto, pintor aún dentro de la órbita del gótico, pero que desarrolló en sus pinturas conceptos como volumen tridimensional, perspectiva y naturalismo, que alejaban su obra de los rígidos modos de la tradición bizantina y gótica y preludiaban el Renacimiento pictórico.
En el Quattrocento (siglo XV) se recogieron todas estas novedades y se adaptaron a la nueva mentalidad humanista y burguesa que se expandía por las ciudades-estado italianas. Los pintores, aún tratando temas religiosos la mayoría de ellos, introdujeron también en sus obras la mitología, la alegoría y el retrato, que se desarrollarían a partir de ahora enormemente. Una búsqueda constante de los pintores de esta época sería la perspectiva, objeto de estudio y reflexión para muchos artistas: se trató de llegar a la ilusión de espacio tridimensional de una forma científica y reglada. La pintura cuatrocentista es una época de experimentación; las pinturas abandonan lenta y progresivamente la rigidez gótica y se aproximan cada vez más a la realidad. Aparece la naturaleza retratada en los fondos de las composiciones, y se introducen los desnudos en las figuras.
Los pintores más destacados de esta época fueron: en Florencia, Fra Angélico, Masaccio, Benozzo Gozzoli, Piero della Francesca, Filippo Lippi y Paolo Uccello; en Umbría, Perugino; en Padua, Andrea Mantegna; y, en Venecia, Giovanni Bellini. Por encima de todos ellos destaca Sandro Botticelli, autor de alegorías, delicadas madonnas y asuntos mitológicos. Su estilo dulce, muy atento a la belleza y sensibilidad femeninas, y predominantemente dibujístico, caracterizan la escuela florentina de pintura y toda esta época. Otros autores del Quattrocento italiano son Andrea del Castagno, Antonio Pollaiuolo, Pinturicchio, Domenico Ghirlandaio, Cima da Conegliano, Luca Signorelli, Cosimo Tura, Vincenzo Foppa, Alessio Baldovinetti, Vittore Carpaccio y, en el sur de la península, Antonello da Messina.
El Cinquecento (siglo XVI) fue la etapa culminante de la pintura renacentista, y denominada por ello a veces como «clasicismo». Los pintores asimilan las novedades y la experimentación cuatrocentistas y las llevan a nuevas cimas creativas. En este momento aparecen grandes maestros, cuyo trabajo servirá de modelo a los artistas durante siglos. El primero de ellos fue Leonardo da Vinci, uno de los grandes genios de todos los tiempos. Fue el ejemplo más acabado de artista multidisciplinar, intelectual y obsesionado con la perfección, que le llevó a dejar muchas obras inconclusas o en proyecto. Poco prolífico en su faceta pictórica, aportó sin embargo muchas innovaciones que condujeron a la historia de la pintura hacia nuevos rumbos. Quizá su principal aportación fue el sfumato o claroscuro, delicada gradación de la luz que otorga a sus pinturas una gran naturalidad, a la vez que ayuda a crear espacio. Estudiaba cuidadosamente la composición de sus obras, como en la Última Cena, donde las figuras se ajustan a un esquema geométrico. Supo unir en sus trabajos la perfección formal a ciertas dosis de misterio, presente, por ejemplo, en la celebérrima Gioconda, La Virgen de las Rocas o el San Juan Bautista.

La Virgen, el Niño Jesús y santa Ana, por Leonardo da Vinci, Museo del Louvre, París. «Verdaderamente celestial y admirable fue Leonardo [...]. Hizo un cartón de Nuestra Señora y santa Ana, con Cristo, que también les pareció maravilloso a todos los artistas; una vez terminado, estuvo expuesto dos días para que lo vieran los hombres y las mujeres, los jóvenes y los viejos, como se va a las fiestas solemnes, para ver las maravillas de Leonardo, que hicieron asombrar a todo este pueblo». Giorgio Vasari, Las Vidas.

Retrato de Eleonora Gonzaga, por Tiziano. La dama se muestra en la lejanía aristocrática de su opulento atuendo, pero con ciertas alusiones a la vida cotidiana (reloj, ventana abierta al paisaje, perrito dormido) que la acercan al espectador. Galleria degli Uffizi, Florencia.

Miguel Ángel es, cronológicamente, la segunda gran figura. Fundamentalmente escultor, se dedicó a la pintura de forma esporádica, a petición de algunos admiradores de su obra, sobre todo el papa Julio II. Los frescos de la Capilla Sixtina muestran el atormentado mundo interior de este artista, poblado de figuras monumentales, sólidas y tridimensionales como si fueran esculturas, y de llamativa presencia física. En su obra cobra mucha importancia el desnudo, aun cuando la casi totalidad de la misma fue hecha para decorar iglesias.
Rafael Sanzio completa la tríada de genios del clasicismo. Su estilo tuvo un enorme éxito y se puso de moda entre los poderosos. La pintura de Rafael buscaba ante todo la grazia, o belleza equilibrada y serena. Sus madonnas recogen las novedades de Leonardo en lo que se refiere a composición y claroscuro, añadiendo una característica dulzura. Anticipa claramente la pintura manierista en sus últimas obras, cuyo estilo agitado y dramático copiarán y difundirán sus discípulos.
Con la aparición de estos tres grandes maestros, los artistas contemporáneos asumen que el arte ha llegado a su culmen —concepto recogido en la obra de Giorgio Vasari Las Vidas— y se afanarán por tanto en incorporar estos logros, por un lado, y en la búsqueda de un estilo propio y original como forma de superarlos. Ambas cosas, junto con el ambiente pesimista que se respiraba en la Cristiandad en la década de 1520 (Saco de Roma, Reforma protestante, guerras), hizo surgir con fuerza a partir de los años 1530 una nueva corriente, el Manierismo. Se buscaría a partir de entonces lo extravagante, lo extraño, lo exagerado y lo irreal. Pertenecen a esta corriente pictórica Jacopo Pontormo, Bronzino, Parmigianino, Rosso Fiorentino o Francesco Salviati. Otros autores tomarían algunas novedades manieristas pero siguiendo una línea más personal y clasicista. Entre ellos podemos citar a Sebastiano del Piombo, Correggio, Andrea del Sarto o Federico Barocci.
Dentro de las diferentes escuelas que surgen en Italia en el Cinquecento, la de Venecia presenta especiales características. Si los florentinos ponían el acento en el disegno, es decir, en la composición y la línea, los pintores venecianos se centrarían en el color. Las especiales características del estado veneciano pueden explicar algo de esta particularidad, puesto que se trataba de una sociedad elitista, amante del lujo y muy relacionada con Oriente. La escuela veneciana reflejaría esto mediante una pintura refinada, hedonista, menos intelectual y más vital, muy decorativa y colorista. Precursores de la escuela veneciana del Cinquecento fueron Giovanni Bellini y, sobre todo, Giorgione, pintor de alegorías, paisajes y asuntos religiosos, melancólicos y misteriosos. Deudor de su estilo fue Tiziano, el mayor pintor de esta escuela, excelente retratista, quizá el más demandado de su tiempo; autor de complejas y realistas composiciones religiosas, llenas de vida y colorido. En la última etapa de su vida deshace los contornos de las figuras, convirtiendo sus cuadros en puras sensaciones de luz y color, anticipo del impresionismo. Tintoretto, Paolo Veronese y Palma el Viejo continuaron esta escuela llevándola hacia el manierismo y anticipando en cierta manera la pintura barroca.

#### Escultura

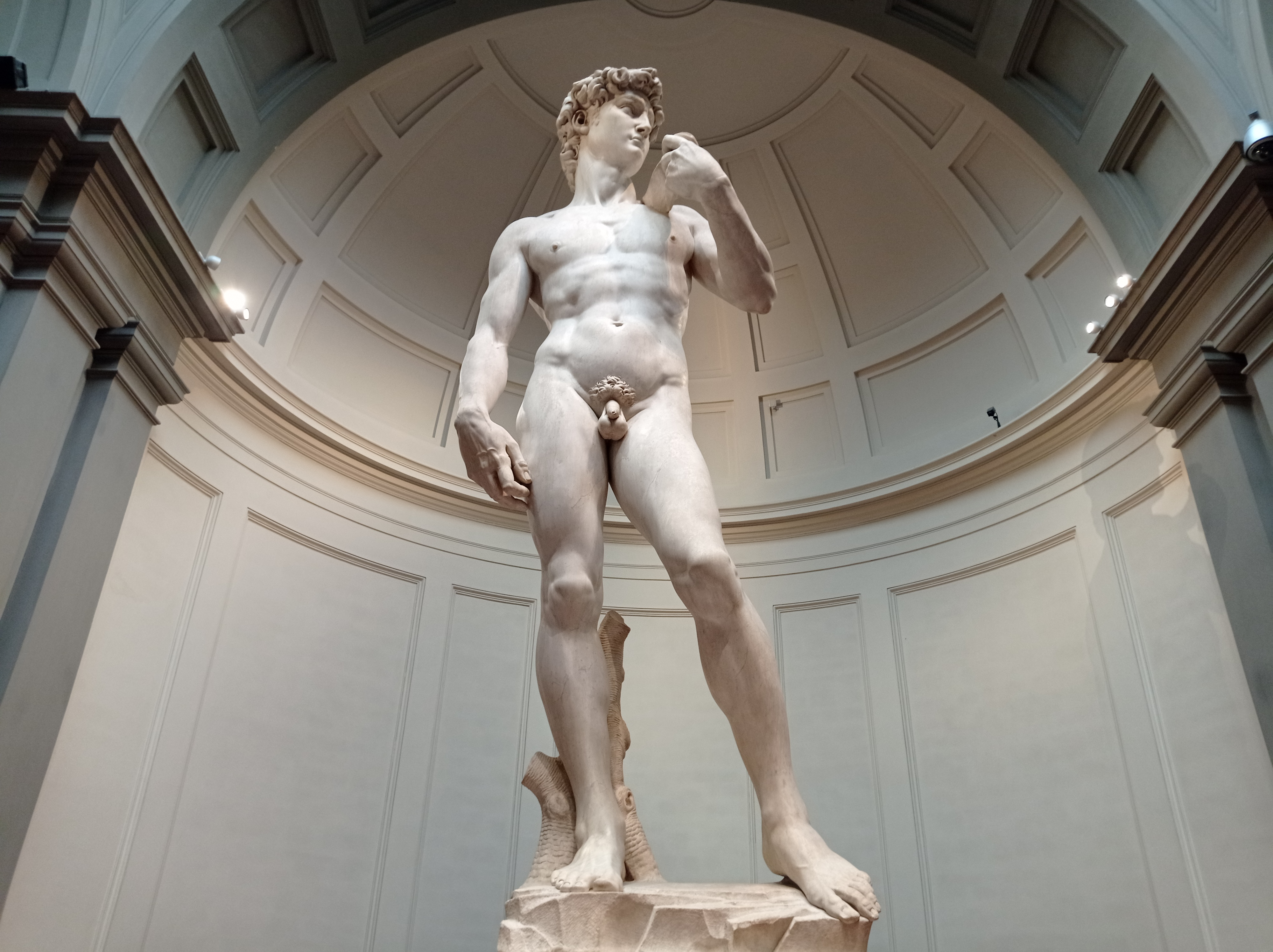
David de Miguel Ángel (1501-1504), Galería de la Academia de Florencia

Como en las demás manifestaciones artísticas, los ideales de vuelta a la antigüedad, inspiración en la naturaleza, humanismo antropocéntrico e idealismo fueron los que caracterizaron la escultura de este período. Ya el gótico había preludiado en cierta manera algunos de estos aspectos, pero algunos hallazgos arqueológicos (el Laocoonte, hallado en 1506, o el Torso Belvedere) que se dieron en la época supusieron una auténtica conmoción para los escultores y sirvieron de modelo e inspiración para las nuevas realizaciones.

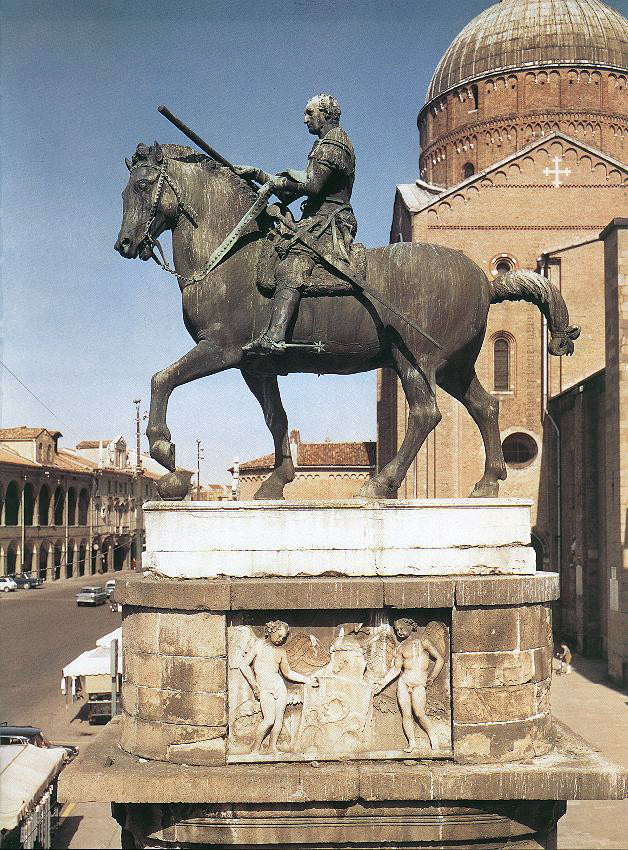
El condotiero Gattamelata, en Padua, por Donatello

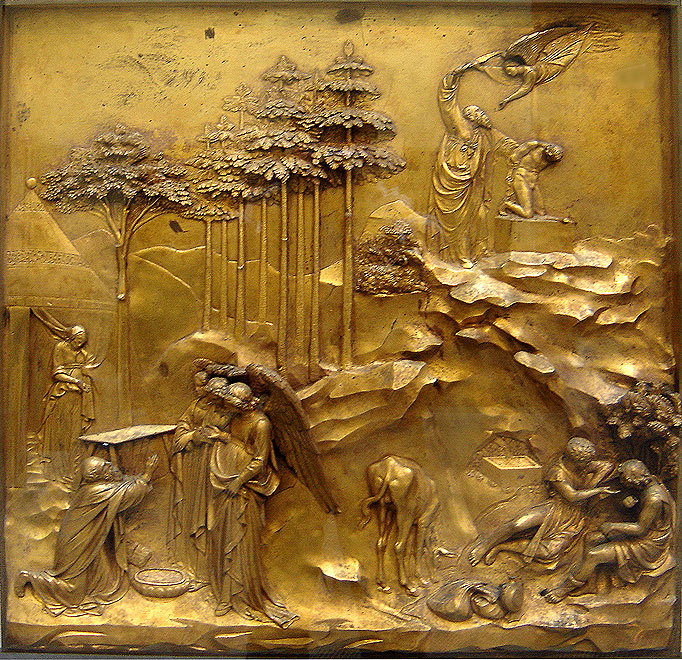
Detalle de la Puerta del Paraíso, en el Baptisterio de Florencia, obra de Lorenzo Ghiberti

Aunque se siguieron haciendo obras religiosas, en las mismas se advierte un claro aire profano; se reintrodujo el desnudo y el interés por la anatomía con fuerza, y aparecieron nuevas tipologías técnicas y formales, como el relieve en stiacciato (altorrelieve con muy poco resalte, casi plano) y el tondo, o composición en forma de disco; también la iconografía se renovó con temas mitológicos, alegóricos y heroicos. Apareció un inusitado interés por la perspectiva, derivado de las investigaciones arquitectónicas coetáneas, y el mismo se plasmó en relieves, retablos, sepulcros y grupos escultóricos. Durante el Renacimiento decayó en cierta manera la tradicional talla en madera policromada en favor de la escultura en piedra —mármol preferentemente— y se recuperó la escultura monumental en bronce, caída en desuso durante la Edad Media. Los talleres de Florencia fueron los más reputados de Europa en esta técnica, y surtieron a toda Europa de estatuas de este material.
Los dos siglos que dura el Renacimiento en Italia dieron lugar, igual que en las demás artes, a dos etapas:
- El Quattrocento (siglo XV): el centro escultórico principal fue Florencia, donde la familia Médicis y, con posterioridad, la República, ejercieron de mecenas de numerosas obras. Lorenzo el Magnífico era aficionado a las esculturas griegas y romanas y había formado una interesante colección de las mismas, poniendo de moda el gusto clásico. Los autores más destacados de la época fueron Lorenzo Ghiberti (Puerta del Paraíso del Baptisterio de Florencia), Andrea Verrocchio (Monumento al condotiero Colleoni), Donatello, el taller de los hermanos Della Robbia —que introdujeron la cerámica vidriada y policromada como novedad, utilizándola en decoraciones de edificios—, Jacopo della Quercia, Desiderio da Settignano y Bernardo Rossellino. El más importante de ellos es Donatello, gran creador que, partiendo de los supuestos del gótico, estableció un nuevo ideal inspirado en la grandeza clásica. Suyo es el mérito de rescatar el monumento conmemorativo público —su Condotiero Gattamelata es una de las primeras estatuas ecuestres de bronce desde la antigüedad—, la utilización heroica del desnudo (David) y la intensa humanización de las figuras, llegando al retrato en ocasiones, pero sin abandonar nunca una orientación claramente idealista.[49]

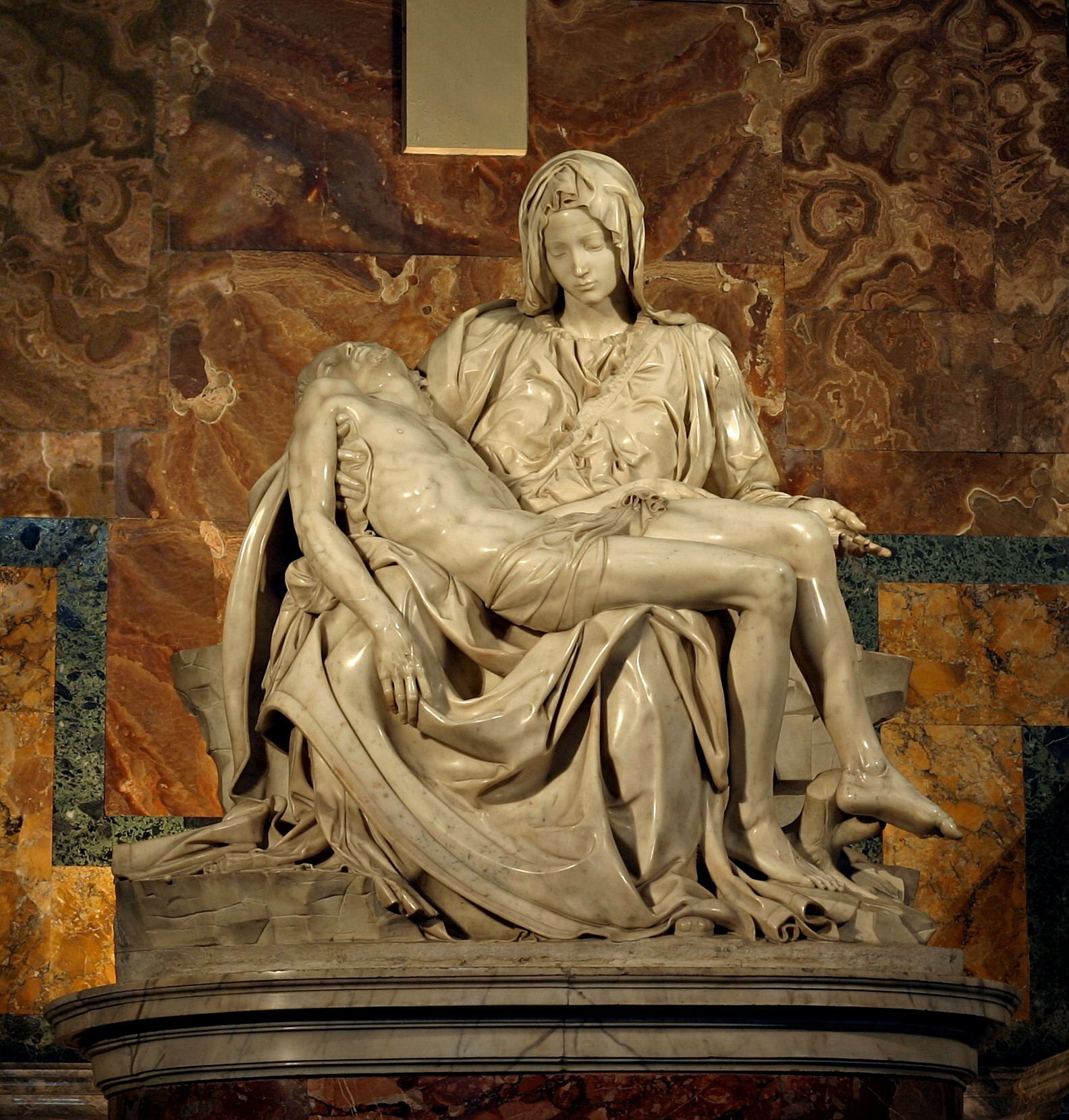
La Piedad del Vaticano, de Miguel Ángel

- El Cinquecento (siglo XVI): esta época está marcada por la aparición estelar de uno de los escultores más geniales de todos los tiempos, Miguel Ángel.[50] Hasta tal punto marcó la escultura de todo el siglo que muchos de sus continuadores no fueron capaces de recoger todas sus novedades y estas no se desarrollaron hasta varios siglos después. Miguel Ángel fue, como tantos otros en esta época, un artista multidisciplinar. Sin embargo, él se consideraba preferentemente escultor. En sus primeras obras recoge el interés arqueológico surgido en Florencia: así, su Baco ebrio fue realizado con intención de que aparentara ser una escultura clásica. Igual espíritu se aprecia en la Piedad, realizada entre 1498 y 1499 para la basílica vaticana. Protegido primero por los Médicis, para los que creó las Tumbas Mediceas, soberbio ejemplo de expresividad, marchó luego a Roma, donde colaboró en los trabajos de construcción de la nueva basílica. El pontífice Julio II lo tomó bajo su protección y le encomendó la creación de su Mausoleo, denominado por el artista como «la tragedia de la sepultura» por los cambios y demoras que sufrió el proyecto. En las esculturas hechas para este sepulcro, como el célebre Moisés, aparece lo que se ha venido denominando terribilitá miguelangelesca: una intensa a la vez que contenida emoción que se manifiesta en anatomías sufrientes, exageradas y nerviosas —músculos en tensión—, posturas contorsionadas y escorzos muy rebuscados. Los rostros, sin embargo, suelen mostrarse contenidos. En sus obras finales el artista desdeña de la belleza formal de las esculturas y las deja inacabadas, adelantando un concepto que no volvería al arte hasta el siglo XX. Miguel Ángel continuó con la tradición de monumentos públicos heroicos y profanos que inició Donatello y la llevó a una nueva dimensión con su conocido David, esculpido para la Piazza della Signoria de Florencia.[51] En los años finales de la centuria, la huella de Miguel Ángel tuvo sus réplicas en Benvenuto Cellini (Perseo de la Loggia dei Lanzi de Florencia, espacio concebido como museo de escultura al aire libre), Bartolomeo Ammannati, Giambologna y Baccio Bandinelli, que exagerarían los elementos más superficiales de la obra del maestro, situándose plenamente todos ellos en la corriente manierista. Destaca en esta época también la saga familiar de los Leoni, broncistas milaneses al servicio de los Habsburgo españoles, auténticos creadores de la imagen áulica, un tanto estereotipada, de estos monarcas. Su presencia en España llevó allí de primera mano las novedades renacentistas, extendiendo su influjo hasta la escultura barroca.[52]

### España

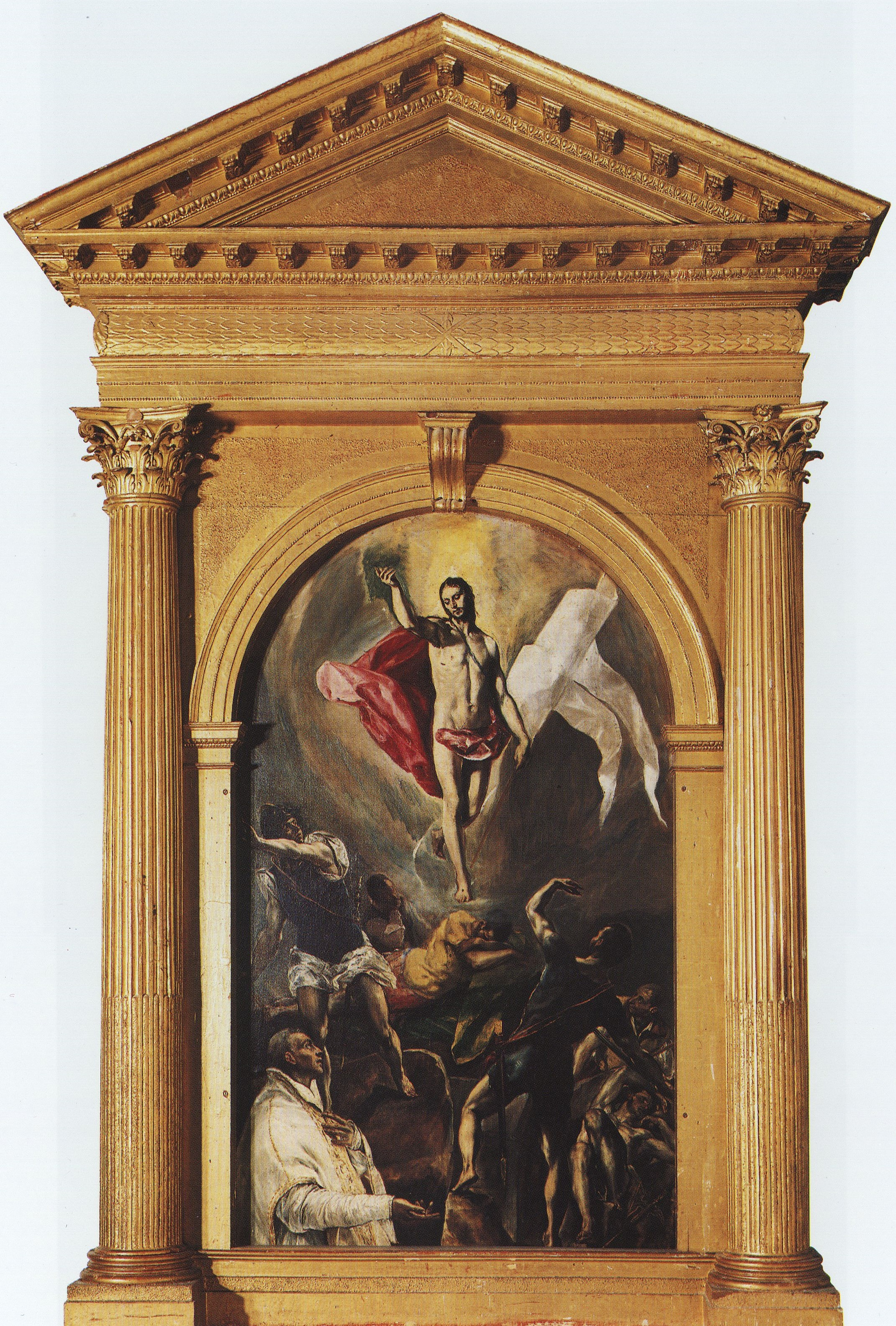
El Greco, La Resurrección de Cristo, pintado para Santo Domingo el Antiguo de Toledo. El Greco rebasa el concepto de artista renacentista por su constante búsqueda de un universo propio y original. Influido por Tintoretto y Miguel Ángel, su arte va a conocer su mayor desarrollo en Toledo.

En España el cambio ideológico no es tan extremo como en otros países; no se rompe abruptamente con la tradición medieval, por ello se habla de un Renacimiento español más original y variado que en el resto de Europa. Así, la literatura acepta las innovaciones italianas (Dante y Petrarca), pero no olvida la poesía del Cancionero y la tradición anterior. En cuanto a las artes plásticas, el Renacimiento hispano mezcló elementos importados de Italia —de donde llegaron algunos artistas, como Paolo de San Leocadio, Pietro Torrigiano o Domenico Fancelli— con la tradición local, y con algunos otros influjos —lo flamenco, por ejemplo, estaba muy de moda en la época por las intensas relaciones comerciales y dinásticas que unían estos territorios a España—. Las innovaciones renacentistas llegaron a España de forma muy tardía: hasta la década de 1520 no se encuentran ejemplos acabados de las mismas en las manifestaciones artísticas, y tales ejemplos son dispersos y minoritarios. No llegaron a España plenamente, pues, los ecos del Quattrocento italiano —solo por obra de la familia Borja aparecen artistas y obras de esa época en el área levantina—, lo que determina que el arte renacentista español pase casi abruptamente del gótico al manierismo.

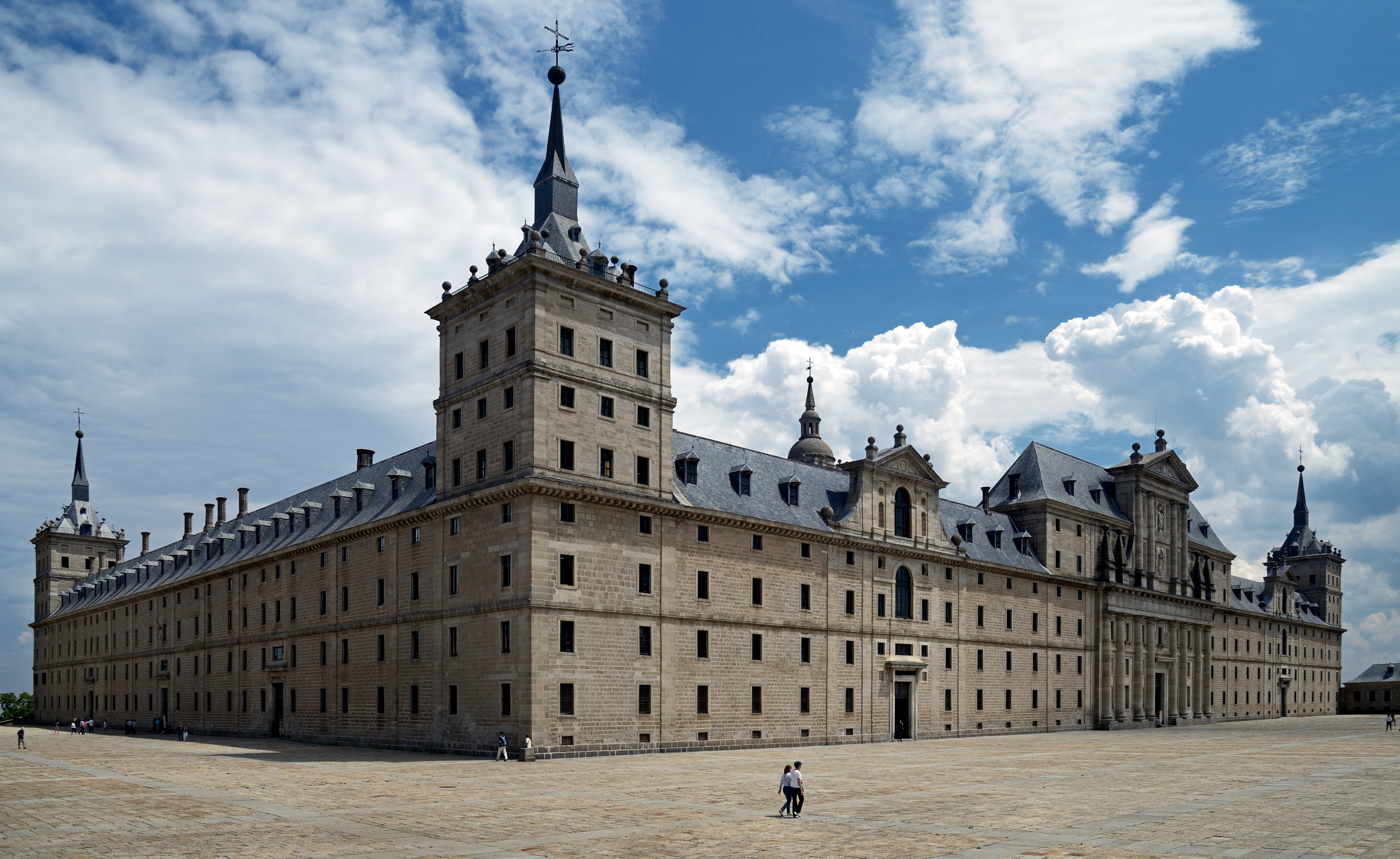
Monasterio de El Escorial, Juan Bautista de Toledo y Juan de Herrera, San Lorenzo de El Escorial.

En el campo de la arquitectura, tradicionalmente se distinguen tres periodos: plateresco (siglo XV-primer cuarto del siglo XVI), purismo o estilo italianizante (primera mitad del siglo XVI) y estilo herreriano (a partir de 1559-mediados del siglo siguiente). En el primero de ellos, lo renaciente aparece de forma superficial, en la decoración de las fachadas, mientras que la estructura de los edificios sigue siendo gotizante en la mayoría de los casos. Lo más característico del plateresco es un tipo de decoración menuda, detallista y abundante, semejante a la labor de los plateros, de donde deriva el nombre. El núcleo fundamental de esta corriente fue la ciudad de Salamanca, cuya Universidad y su fachada son el paradigma del estilo. Arquitectos destacados del mismo fueron Rodrigo Gil de Hontañón y Juan de Álava. El purismo representa una fase más avanzada de la italianización de la arquitectura. El palacio de Carlos V en la Alhambra de Granada, obra de Pedro de Machuca, es ejemplo de ello. El foco principal de este estilo se situó en Andalucía, donde además del citado palacio destacaron los núcleos de Úbeda y Baeza y arquitectos como Andrés de Vandelvira y Diego de Siloé. Finalmente, apareció el estilo escurialense o herreriano, original adaptación del manierismo romano caracterizada por la desnudez y el gigantismo arquitectónico. La obra fundamental fue el palacio-monasterio de El Escorial, trazado por Juan Bautista de Toledo y Juan de Herrera, sin duda la obra más ambiciosa del Renacimiento hispano. Lo escurialense traspasó el umbral cronológico del siglo XVI llegando con gran vigencia a la época barroca.
En escultura, la tradición gótica mantuvo su hegemonía durante buena parte del siglo XVI. Los primeros ecos del nuevo estilo corresponden por lo general a artistas venidos de fuera, como Felipe Vigarny o Domenico Fancelli, que trabajó al servicio de los Reyes Católicos, esculpiendo su sepulcro (1517). No obstante, pronto surgieron artistas locales que asimilaron las novedades italianas, adaptándolas al gusto hispano, como Bartolomé Ordóñez y Damián Forment. En una fase más madura del estilo surgieron grandes figuras, creadoras de un peculiar manierismo que sentó las bases de la posterior escultura barroca: Juan de Juni y Alonso Berruguete son los más destacados.
La pintura renacentista española está determinada igualmente por el pulso que mantiene la herencia del gótico con los nuevos modos venidos de Italia. Esta dicotomía se aprecia en la obra de Pedro Berruguete, que trabajó en Urbino al servicio de Federico de Montefeltro, y Alejo Fernández. Posteriormente aparecieron artistas conocedores de las novedades italianas coetáneas, como Vicente Macip o su hijo Juan de Juanes —influidos por Rafael—, Luis de Morales, Juan Fernández de Navarrete o los leonardescos Fernando Yáñez de la Almedina y Hernando de los Llanos. Pero la gran figura del Renacimiento español, y uno de los pintores más originales de la historia, se inscribe ya en el manierismo, aunque rebasando sus límites al crear un universo estilístico propio: El Greco.

### Francia

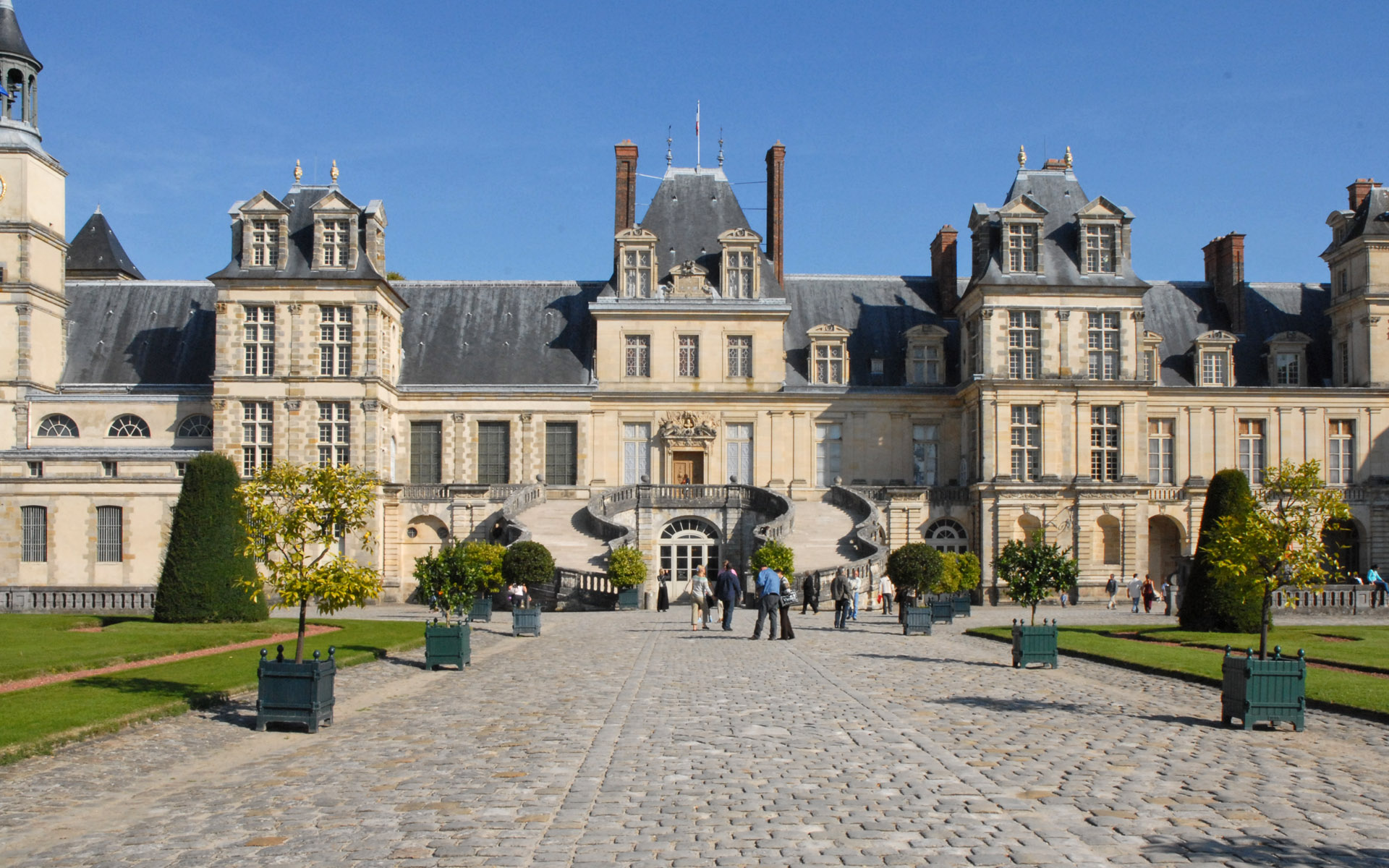
Vista del Patio del Caballo Blanco del palacio de Fontainebleau, con la famosa escalera, preludio de las formas barrocas. Fontainebleau fue la auténtica capital artística de Francia durante el Renacimiento. En el conjunto palaciego intervinieron algunos de los mejores artistas del momento.

En Francia la influencia italiana se dejó sentir desde muy temprano, favorecida por la cercanía geográfica, los vínculos comerciales y la monarquía, que ambicionaba anexionar los territorios limítrofes de la península italiana, y lo consiguió en algunos momentos. Sin embargo, el impulso definitivo a la adopción de las formas renacentistas se dio bajo el reinado de Francisco I. Este monarca, gran mecenas de las artes y aficionado a todo lo que procediera de Italia, protegió a importantes maestros, solicitando sus servicios para la corte francesa —entre ellos el mismo Leonardo da Vinci, que murió en el castillo de Cloux—, a la vez que emprendió un ambicioso programa de revitalización cultural que revolucionó el desarrollo de las artes en el país. Conviene tener presente que Francia fue la cuna del gótico y que, por tanto, este estilo estaba fuertemente arraigado y podía ser visto como un estilo nacional. De ahí que las formas góticas continuaran presentes durante un tiempo, a pesar del nuevo estilo impuesto por la corte.
En cuanto a la arquitectura, la monarquía, fortalecida y en período de expansión territorial, había patrocinado ya desde el siglo XV la remodelación de los viejos châteaux medievales y la creación de nuevas residencias más acordes con los tiempos. Pero fue precisamente Francisco I el que dio un impulso definitivo a esta operación renovadora, que tuvo varios focos. El primer edificio renacentista en Francia fue el castillo de Saint-Germain-en-Laye, imponente fortaleza de ladrillo y piedra en la que aparecen pequeños detalles renacentistas, dentro de una general sobriedad de aire militar. De estilo más avanzado fueron los castillos del valle del Loira, conjunto de mansiones para la realeza y la nobleza que muestran los rasgos más característicos del Renacimiento francés: decorativismo de raigambre manierista, recuerdos goticistas en las estructuras, y quizá lo más novedoso: una perfecta integración de los edificios en la naturaleza circundante, como se ve en el Castillo de Montsoreau o en el grácil puente del castillo de Chenonceau. El más célebre dentro de este conjunto es el castillo de Chambord, que presenta grandes audacias estilísticas, como una escalera interna helicoidal. Otros ejemplos de estas residencias suburbanas son los castillos de Amboise, Blois y Azay-le-Rideau.
Además de todas estas realizaciones, Francisco I se embarcó en la que quizá fue la obra fundamental de este período: el palacio de Fontainebleau, vieja mansión de los reyes franceses que se renovó totalmente. En el edificio en sí se aprecia ya el triunfo de las formas italianas, aunque adaptadas al gusto francés con sus típicas chimeneas y mansardas. Incluye fragmentos de desbordante creatividad, como la célebre Escalera Imperial, anticipo de soluciones barrocas. No obstante, quizá lo más destacado del proyecto fue que involucró a creadores de prácticamente todas las disciplinas artísticas, algunos venidos expresamente de Italia, como los pintores Francesco Primaticcio o Rosso Fiorentino, el famoso escultor Benvenuto Cellini o el arquitecto Sebastiano Serlio, importante autor de tratados de arquitectura del que apenas se conocen obras salvo este palacio. Las novedades que se fraguaron aquí trapasarían el ámbito local y darían origen a todo un estilo, el «estilo de Fontainebleau», un manierismo refinado al servicio de los gustos aristocráticos.
Tras Francisco I, las formas «a la italiana» acabaron imponiéndose definitivamente en la arquitectura bajo Enrique II, cuya esposa, Catalina de Médicis, pertenecía a la familia florentina más poderosa. Bajo su mandato (1547-1559) se reformó la antigua sede de la corte en París, el palacio del Louvre, convirtiéndolo en un moderno edificio de estética plenamente manierista. La reforma fue dirigida por uno de los arquitectos franceses más destacados del momento, Pierre Lescot, que diseñó el gran patio central (Cour Carrée), con características fachadas en las que utiliza el módulo de arco de triunfo clásico. Asimismo, estos monarcas iniciaron la construcción de un nuevo palacio, enfrente del Louvre, el palacio de las Tullerías, en el que intervino el otro gran arquitecto francés del Renacimiento, Philibert Delorme.

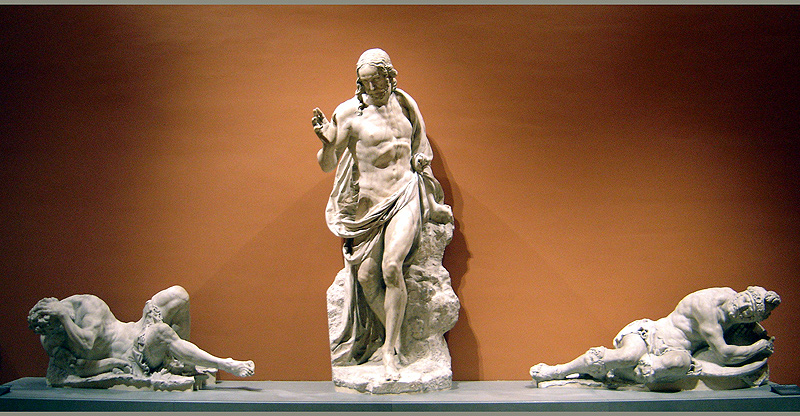
La Resurrección, obra de Germain Pilon. Todo procede aquí de Miguel Ángel: la anatomía hercúlea de Cristo, los escorzos, el efecto «no acabado». Hasta el diseño general del grupo remite a las Sepulturas Mediceas del florentino. Museo del Louvre, París.

La escultura del Renacimiento en Francia fue también al compás de lo dictado por Italia. Francia dejó de ser ya a finales del siglo XIV el gran centro escultórico de Europa que fue gracias a los talleres catedralicios, situación que continuaría durante el siglo XV, y aún más en el xvi. Es paradójico y a la vez revelador que esta situación coincida con la consolidación progresiva de la institución monárquica, evidentemente deseosa de renovar su imagen y dispuesta a usar el arte como instrumento propagandístico de primer orden. No obstante de la pérdida de hegemonía en este campo, que de todas formas nunca había sido definitiva, surgieron grandes figuras al calor de los proyectos reales; es de destacar el carácter ornamental y decorativo que tuvieron las esculturas, subordinándose al proyecto general de los edificios e integrándose en estos. Dos fueron los autores más sobresalientes: Germain Pilon y Jean Goujon.
La pintura también experimentó el progresivo declive de las formas góticas tradicionales y la llegada del nuevo estilo. Como se ha señalado, se conocieron en Francia de primera mano las formas pictóricas italianas en el siglo XVI gracias a la llegada de autores muy innovadores, como Leonardo o Rosso Fiorentino. Francisco I impulsó la formación de artistas franceses bajo la dirección de maestros italianos, como Niccolò dell'Abbate o Primaticcio, siendo este último el responsable de la decoración del palacio de Fontainebleau y la organización de las fiestas de la corte, y teniendo por tanto a sus órdenes a muchos artesanos y artistas. Esta convivencia de talentos, escuelas, disciplinas y géneros dio origen a la llamada «escuela pictórica de Fontainebleau», una derivación del manierismo pictórico italiano que incide en el erotismo, el lujo, los temas profanos y las alegorías, todo ello muy del gusto de su clientela principal, la aristocracia. La mayor parte de los artistas de Fontainebleau fueron anónimos, precisamente por esa integración de las artes que se propugnaba y por el magisterio de los artistas consagrados. No obstante, conocemos los nombres de algunos pintores, figurando Jean Cousin el Viejo o Antoine Caron entre los más destacados. Sin embargo, el pintor francés más importante de la época, a la vez que uno de los grandes retratistas de todos los tiempos, aunque gran parte de su obra se haya perdido, fue François Clouet, que superó a su padre, el también apreciable Jean Clouet, en la fiel plasmación de la vida de los poderosos de la época, con una profundidad psicológica y brillantez formal cuyo precedente hay que buscarlo en Jean Fouquet, gran pintor del siglo XV aún en la órbita del gótico.

### Alemania

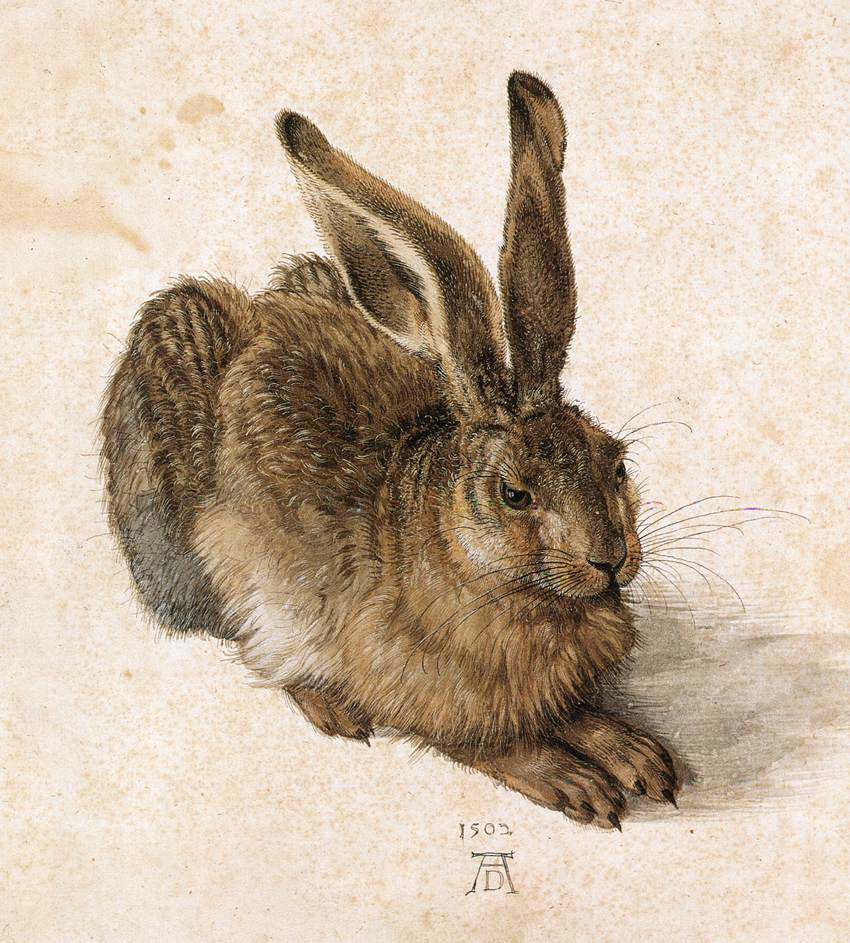
La liebre, obra de Durero. El interés por los fenómenos y los elementos de la naturaleza fue uno de los pilares del humanismo. Durero analiza el mundo vegetal y animal en multitud de dibujos, bocetos y acuarelas caracterizados por su precisión de científico. Albertina, Viena.

El Renacimiento artístico no fue en Alemania una tentativa de resurrección del arte clásico, sino una renovación intensa del espíritu germánico, motivado por la Reforma protestante. Alberto Durero fue la figura dominante del Renacimiento alemán. Su obra universal, que ya en vida fue reconocida y admirada en toda Europa, impuso la impronta del artista moderno, uniendo la reflexión teórica con la transición decisiva entre la práctica medieval y el idealismo renacentista. Sus pinturas, dibujos, grabados y escritos teóricos sobre arte ejercieron una profunda influencia en los artistas del siglo XVI de su propio país y de los Países Bajos. Durero comprendió la imperiosidad de adquirir un conocimiento racional de la producción artística, e introdujo el idealismo de raigambre italiana en el arte alemán.
La pintura germánica conoció en esta época uno de sus mayores momentos de esplendor. Junto a la figura fundamental de Durero surgieron otros grandes autores, como Lucas Cranach el Viejo, pintor por antonomasia de la Reforma protestante; Hans Baldung Grien, introductor de temáticas siniestras y novedosas, deudoras en cierto modo del arte medieval; Matthias Grünewald, uno de los precursores del expresionismo; Albrecht Altdorfer, excelente paisajista; o Hans Holbein el Joven, que desarrolló casi toda su producción, centrada en el retrato, en Inglaterra.
En escultura pervivieron las formas góticas hasta bien entrado el siglo XVI. Destaca la obra de Peter Vischer, autor de las tumbas imperiales de Innsbruck (1513) y de la tumba de San Sebaldo en Núremberg (1520). También trabajaron aquí algunos artistas flamencos, como Hubert Gerhard, autor del San Miguel de la fachada de la iglesia de San Miguel de Múnich.
En arquitectura, los primeros exponentes de relevancia fueron los edificios patrocinados por la familia Fugger en Augsburgo, como la Capilla Fugger en la iglesia de Santa Ana (1509-1518) o el barrio de casas obreras llamado Fuggerei (1519-1523). Tras la Reforma, el mecenazgo de la nobleza alemana se centró en primer lugar en la arquitectura, por la capacidad de esta para mostrar el poder y prestigio de los gobernantes. Así, a mediados del siglo XVI se amplió el castillo de Heidelberg, siguiendo las directrices clásicas. Sin embargo, la mayoría de los príncipes alemanes prefirieron conservar las obras góticas, limitándose a decorarlas con ornamentación renacentista.

### Flandes y Países Bajos

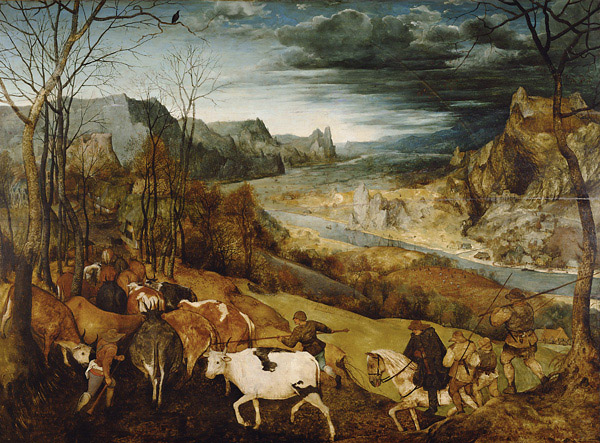
Pieter Brueghel el Viejo: El regreso de los rebaños. El paisaje se ha convertido en el tema principal del cuadro. Brueghel introduce casi siempre la figura —en este caso, los pastores— como anécdota o contrapunto a un universo del que el ser humano solo es una parte, mínima y frágil. Obsérvese el interés por la plasmación de los efectos atmosféricos en los nubarrones que oscurecen el cielo. Museo de Historia del Arte, Viena.

A la par que se desarrollaba en Italia el Cinquecento la escuela flamenca de pintura alcanzó un desarrollo notable, como heredera y continuadora de la tradición tardogótica anterior representada por Jan van Eyck, Rogier van der Weyden y otros grandes maestros. Se caracterizó por su naturalismo, rasgo que comparte con los maestros italianos, aunque se llegó más a él por la experimentación que por la teoría o los avances científicos, como en Italia. Los modos del gótico pervivieron con mayor fuerza, aunque matizados con características singulares, como cierta vena caricaturesca y fantástica y una mayor sensibilidad a la realidad del pueblo llano y sus costumbres. Se recoge ese interés en obras de carácter menos idealizado que las italianas, con una marcada tendencia por el detallismo casi microscópico que aplican a las representaciones —influjo de los maestros tardogóticos ya mencionados y la miniatura—, y tendencia hacia lo decorativo, sin demasiado interés por disquisiciones teóricas. Por otro lado, la gran aportación del arte flamenco en esta época fue la técnica de la pintura al óleo.
A mediados del siglo XVI el clasicismo italiano entra con fuerza en la pintura flamenca, manifestándose en la llamada Escuela de Amberes y en pintores como Jan van Scorel o Mabuse, algunos de los cuales permanecieron en Italia estudiando a los grandes maestros. A la difusión de los nuevos modelos contribuyó sobremanera el grabado, que puso al alcance de prácticamente cualquier artista las obras producidas en otras escuelas y lugares, poniendo muy de moda en toda Europa el estilo italianizante. Algunos grandes nombres de la época fueron Joachim Patinir, uno de los creadores del paisaje como género autónomo de la pintura, aunque apegado todavía al gótico; Quentin Metsys, que se inspiró en los dibujos caricaturescos de Leonardo y en las clases populares para retratar vicios y costumbres; el retratista Antonio Moro; el Bosco, uno de los pintores más originales de la historia, apegado formalmente a la tradición de la vieja escuela flamenca, pero a la vez innovador, creador de un universo fantástico, casi onírico que lo sitúan como uno de los precedentes del surrealismo (El jardín de las delicias, 1500-1505); y Pieter Brueghel el Viejo, uno de los grandes maestros del paisaje y las costumbres populares, quizá el más moderno de todos ellos, aun cuando en su pintura glose sentencias morales y de crítica social que tienen algo de medieval (El triunfo de la Muerte, 1563).
En el campo de la escultura destacó Adriaen de Vries, autor de expresivas obras —generalmente de bronce— en las que el movimiento, la línea ondulada o serpentinata y el desnudo heroico las caracterizan como excelentes ejemplos de manierismo escultórico fuera de Italia.
En arquitectura el gótico siguió teniendo una gran preponderancia hasta bien entrado el siglo XVI, en que se recibió la influencia de la arquitectura renacentista francesa, como se denota en el Ayuntamiento de Amberes (1561-1565), obra de Cornelis Floris de Vriendt.

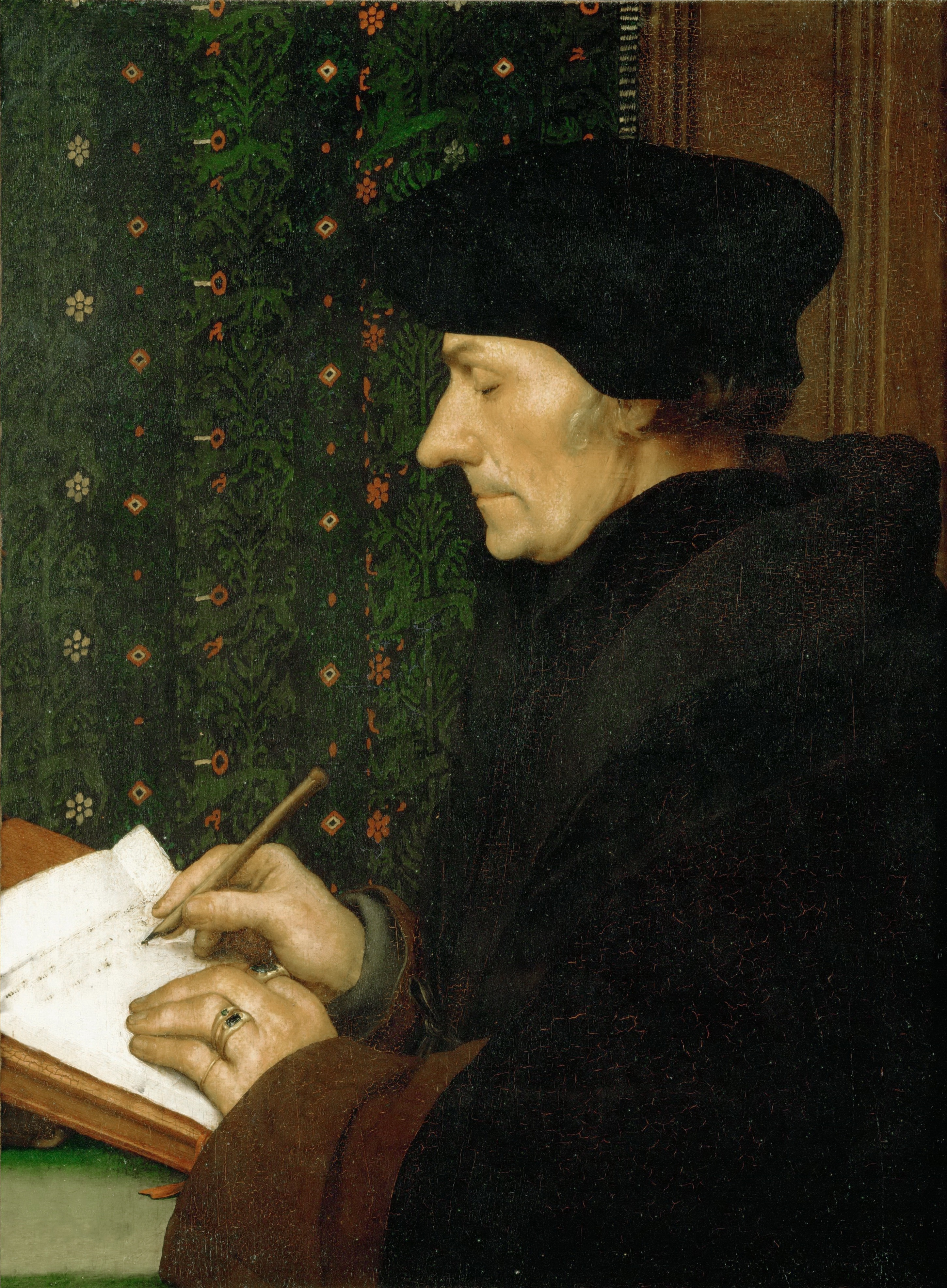
Hans Holbein el Joven: El retrato de Erasmo de Róterdam, que vivió y trabajó en Basilea desde 1521 en la universidad más antigua de Suiza, es una de las obras más importantes del pintor. Museo del Louvre, París.

### Suiza
Con la llegada de la familia Holbein, Basilea se convirtió en el centro más importante del arte del Renacimiento en Suiza. Más tarde, en 1661, la primera colección de arte público del mundo también se fundó aquí. Una de las colecciones más importantes de arte renacentista de la región del Alto Rin se encuentra aún hoy aquí. La influencia italiana se notó especialmente en el cantón de Ticino, como se evidencia en las catedrales de San Lorenzo de Lugano (1514) y San Francisco de Locarno (1528). En pintura destacó la obra de Niklaus Manuel, aún cercana al gótico tardío.

### Otros países

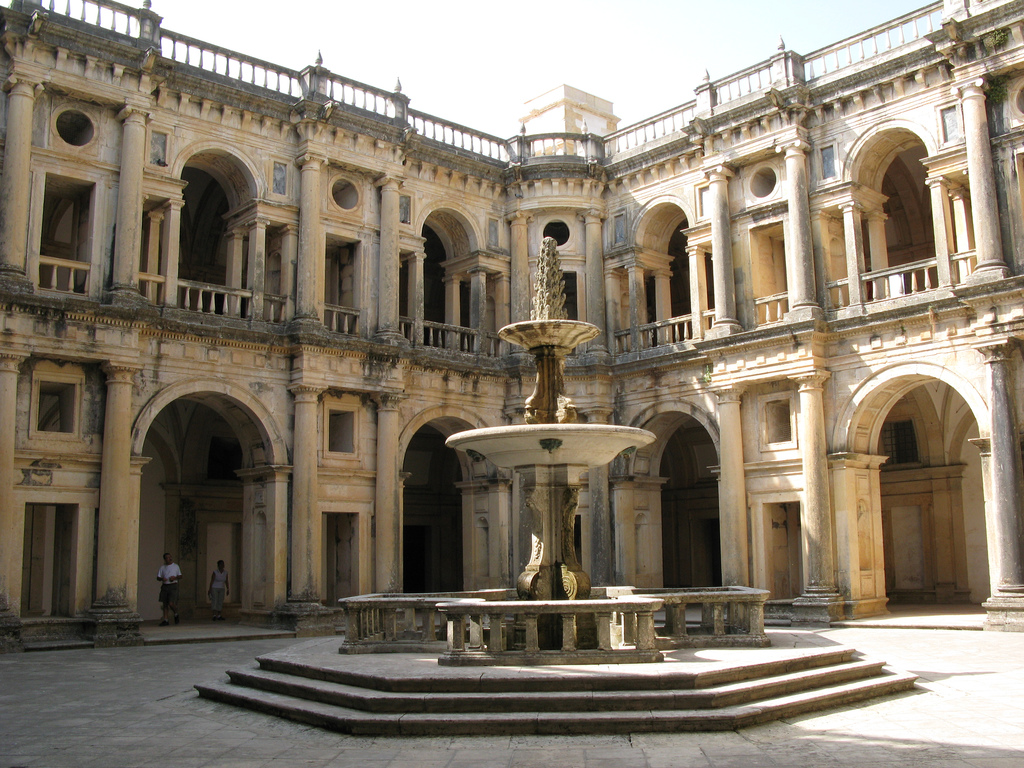
Convento de Cristo de Tomar (Portugal), obra de Diogo de Torralva (1554-1562)

- Inglaterra: en arquitectura, durante prácticamente todo el siglo XVI pervivió el estilo Tudor de origen gótico, mientras que las novedades renacentistas fueron adoptadas únicamente en algunos elementos ornamentales; así, por ejemplo, en la tumba de Enrique VII en la abadía de Westminster, realizada arquitectónicamente en el más puro estilo gótico, se contrató al artista italiano Pietro Torrigiano para realizar la decoración escultórica.[73] Otros ejemplos de estilo Tudor serían los palacios de Sutton (1523), Nonsuch (1530) y Hampton Court (1514-1540).[74] Más adelante se recibió la influencia palladiana, que se desarrolló especialmente en la construcción de palacios.[68]

- Portugal: en arquitectura, el gótico pervivió hasta bien entrado el siglo XVI en el llamado estilo manuelino. A mediados de siglo se recibió la influencia de arquitectos italianos como Serlio o Palladio, como se denota en la iglesia de Nuestra Señora de Gracia en Évora (1536) o en el claustro del convento de Cristo de Tomar (1554-1562), obras de Diogo de Torralva.[68] En este país trabajó el arquitecto italiano Filippo Terzi, autor de la iglesia de San Vicente de Fora en Lisboa (1582).[75]

- Austria y Bohemia: unidos por el imperio de los Habsburgo, estos países contaron con la labor patrocinadora del emperador Rodolfo II, un gran coleccionista que atesoró en su corte de Praga una gran variedad de obras de arte y objetos de todo tipo (joyas, minerales, relojes, autómatas, instrumentos científicos), ya que también era un gran amante de la ciencia. Adquirió cuadros de artistas como Brueghel, Tiziano, Leone Leoni o Durero, y acogió a artistas como Giuseppe Arcimboldo, un original pintor de retratos confeccionados con elementos propios de los bodegones.[76] En Bohemia se construyeron diversos palacios, como el Comunal de Pilsen y el de Schwarzenberg en Praga; y castillos, como los de Litomyšl, Černý y Kostelec.[77]

- Hungría: este país contó con el gran mecenazgo del rey Matías Corvino, un gran amante del arte italiano, quizá por influjo de su esposa, Beatriz de Nápoles.[78] El monarca compró numerosas obras de arte italianas, y contrató artistas y arquitectos italianos para reformar y decorar sus palacios, como Benedetto da Maiano, Clemente Camicia y Giovanni Dalmata; el miniaturista Attavante degli Attavanti fue autor del Breviario de Matías Corvino y del Códice de Marciano Capella; el escultor Andrea Ferracci realizó el altar de la Anunciación de la catedral de Esztergom.[79]

- Polonia: como en otros países, las novedades renacentistas llegaron de la mano de artistas italianos llegados al país, como los arquitectos Franciscus Italus y Bartolomeo Berecci (Palacio Real de Cracovia), Gian Maria Mosca (Palacio Episcopal de Cracovia) y Giovanni Battista di Quadro (Palacio Municipal de Poznań); y los escultores Santi Gucci (capilla de Segismundo de la catedral de Cracovia), Girolamo Canavesi (monumento de Gorka, catedral de Poznań) y Domenico Veneziano (monumento sepulcral de Esteban I Báthory, catedral de Cracovia). En cambio, en pintura trabajaron mayormente artistas alemanes, como Hans Sues von Kulmbach, Louz von Kitzingen y Martin Koeber. También se desarrolló notablemente la miniatura, en la que destacan el Códice de Baltasar Behem y el Libro de preces de Segismundo I.[80]

- Rusia: durante esta época continuó la tradicional arquitectura rusa de influencia bizantina, pero se recibió alguna influencia del Renacimiento italiano a través del arquitecto boloñés Aristotele Fioravanti, que viajó en 1475 a Rusia invitado por Iván III, donde construyó la catedral de la Dormición en el Kremlin de Moscú (1475-1479); otro arquitaliano, Aloisio Nuovo, fue el encargado de construir la catedral del Arcángel Miguel también en el Kremlin (1505-1508). La influencia italiana se denota igualmente en la catedral de San Basilio de Moscú, obra de Póstnik Yákovlev (1555-1560).[81]

### Arte colonial hispanoamericano

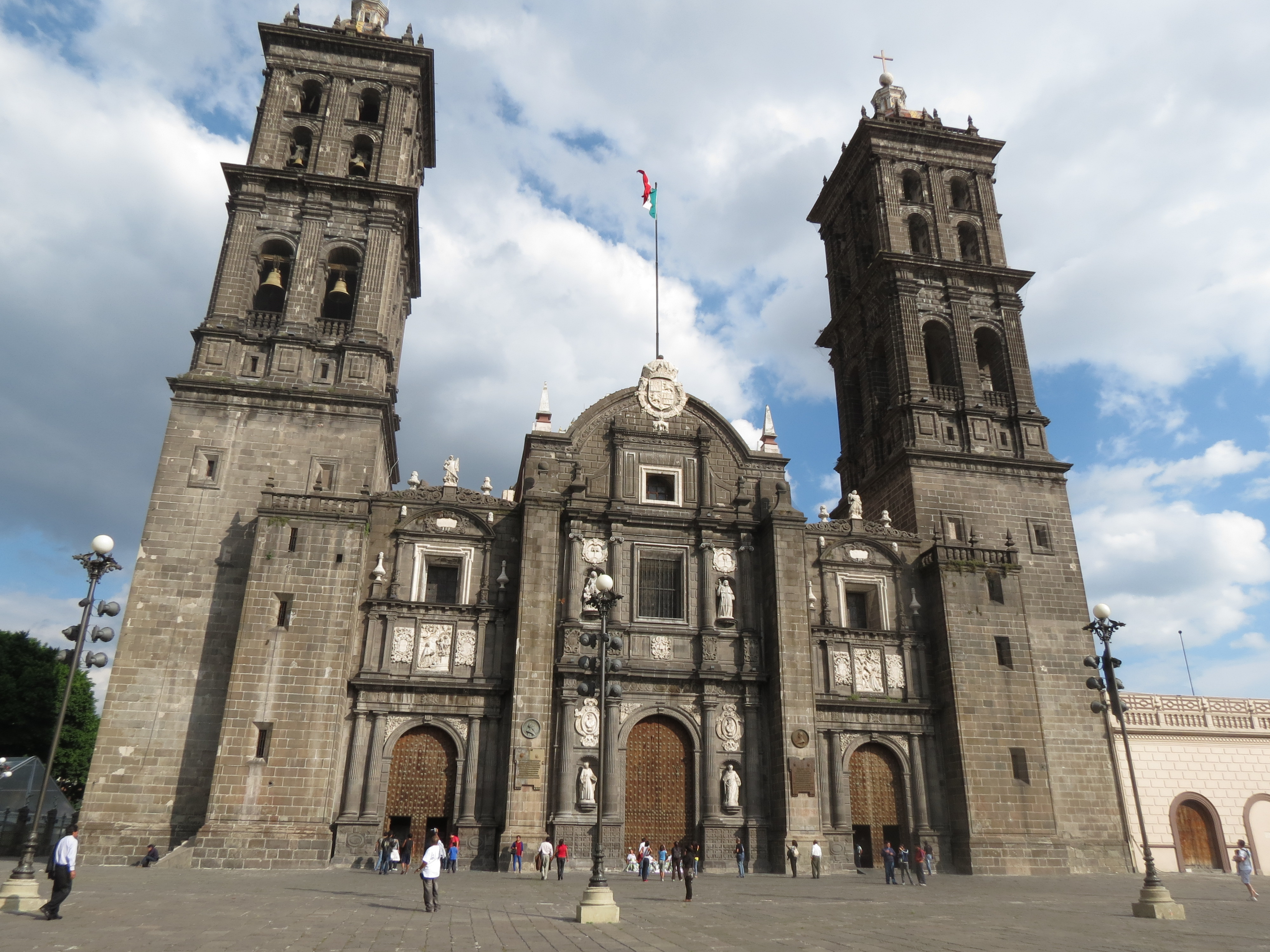
Catedral de Puebla

Las primeras muestras de arquitectura colonial en América tuvieron, al igual que en la metrópoli, cierta pervivencia de rasgos góticos, si bien pronto empezaron a llegar las nuevas corrientes que se producían en España, como el purismo y el plateresco (catedral de Santo Domingo). Al iniciarse la colonización, la arquitectura que se desarrolló principalmente fue de signo religioso: por orden real, el primer edificio que se debía construir en cualquier nueva ciudad debía ser una iglesia. Durante la primera mitad del siglo XVI fueron las órdenes religiosas las encargadas de la edificación de numerosas iglesias en México, preferentemente un tipo de iglesias fortificadas, en un conjunto almenado con iglesia, convento, un atrio y una capilla abierta —llamadas «capillas de indios»—, como el Convento de Tepeaca, el de Huejotzingo y el de San Gabriel en Cholula. A mediados de siglo se empezaron a construir las primeras grandes catedrales, como las de México, Puebla y Guadalajara. Se sigue por lo general la planta rectangular con testero plano, tomando como modelos la Catedral de Sevilla, la de Jaén y la de Valladolid. En Perú, en 1582 se inició la catedral del Cuzco y, en 1592, la de Lima, ambas obras del extremeño Francisco Becerra. En Argentina destaca la catedral de Córdoba, obra del jesuita Andrés Blanqui.
Las primeras muestras de pintura colonial fueron las de escenas religiosas elaboradas por maestros anónimos, realizadas con medios precolombinos, con tintas vegetales y minerales y telas de trama áspera e irregular. Destacaron las imágenes de la Virgen con el Niño, con una iconografía de raíces autóctonas donde, por ejemplo, se representaban los arcángeles como arcabuceros contemporáneos. La producción artística hecha en Nueva España por indígenas en el siglo XVI es denominada arte indocristiano. Adentrado el siglo XVI surgieron los grandes frescos murales, de carácter popular. Desde mediados de siglo empezaron a llegar, procedentes de Sevilla, maestros españoles (Alonso Vázquez, Alonso López de Herrera), flamencos (Simon Pereyns) e italianos (Mateo Pérez de Alesio, Angelino Medoro).
En escultura, las primeras muestras fueron nuevamente en el terreno religioso, en tallas exentas y retablos para iglesias, confeccionadas generalmente en madera recubierta con yeso y decorada con encarnación —aplique directo del color— o estofado —sobre un fondo de plata y oro—. A principios del siglo XVII nacieron las primeras escuelas locales, como la quiteña, la cuzqueña y la chilota, destacando la labor patrocinadora de la orden jesuita.

### Artes gráficas y decorativas

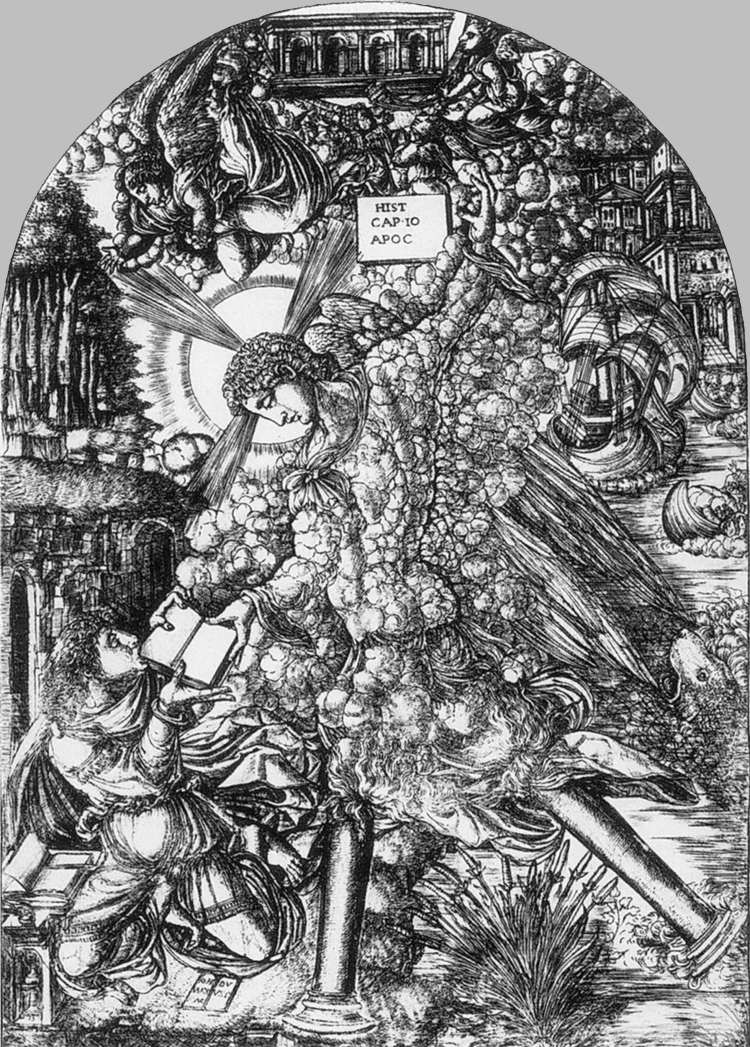
Ilustración del Apocalipsis (1561), de Jean Duvet.

Las artes industriales tuvieron un gran auge debido al gusto por el lujo de las nuevas clases adineradas: se desarrolló la ebanistería, sobre todo en Italia y Alemania, destacando la técnica de la intarsia, embutidos de madera de varios tonos para producir efectos lineales o de ciertas imágenes. La tapicería destacó en Flandes, con obras basadas en bocetos desarrollados por pintores como Bernard van Orley. La cerámica se elaboró en Italia con barnices vidriados, consiguiendo tonos brillantes de gran efecto. El vidrio se desarrolló notablemente en Venecia (Murano), decorado a veces con hilos de oro o con filamentos de vidrios de colores. La orfebrería fue cultivada por escultores como Lorenzo Ghiberti o Benvenuto Cellini, con piezas de gran virtuosismo y elevada calidad, destacando especialmente los esmaltes y camafeos.
En esta época se desarrollaron notablemente las artes gráficas, especialmente gracias a la invención de la imprenta, apareciendo o perfeccionándose la mayoría de las técnicas de grabado: calcografía (aguafuerte, aguatinta, grabado al buril, grabado a media tinta o grabado a punta seca), linograbado, xilografía, etc. En Italia se desarrolló el grabado en metal, practicado especialmente por los orfebres florentinos durante los siglos xv y xvi, mientras que en el Cinquecento se perfeccionó el aguafuerte gracias a la obra del Parmigianino. En Alemania destacó la obra de Durero, especialista de la técnica del buril, aunque también realizó xilografías. En Francia, el grabado fue practicado por la escuela de Fontainebleau, en la que destacó Jean Duvet, famoso por su serie del Apocalipsis (1561). En Flandes surgieron notables grabadores en la ciudad de Amberes, como los hermanos Wierix, autores de estampas de excelente técnica y detallismo, aunque basadas en composiciones ajenas; o Hieronymus Cock, que reprodujo numerosas obras de Brueghel.

### Jardinería

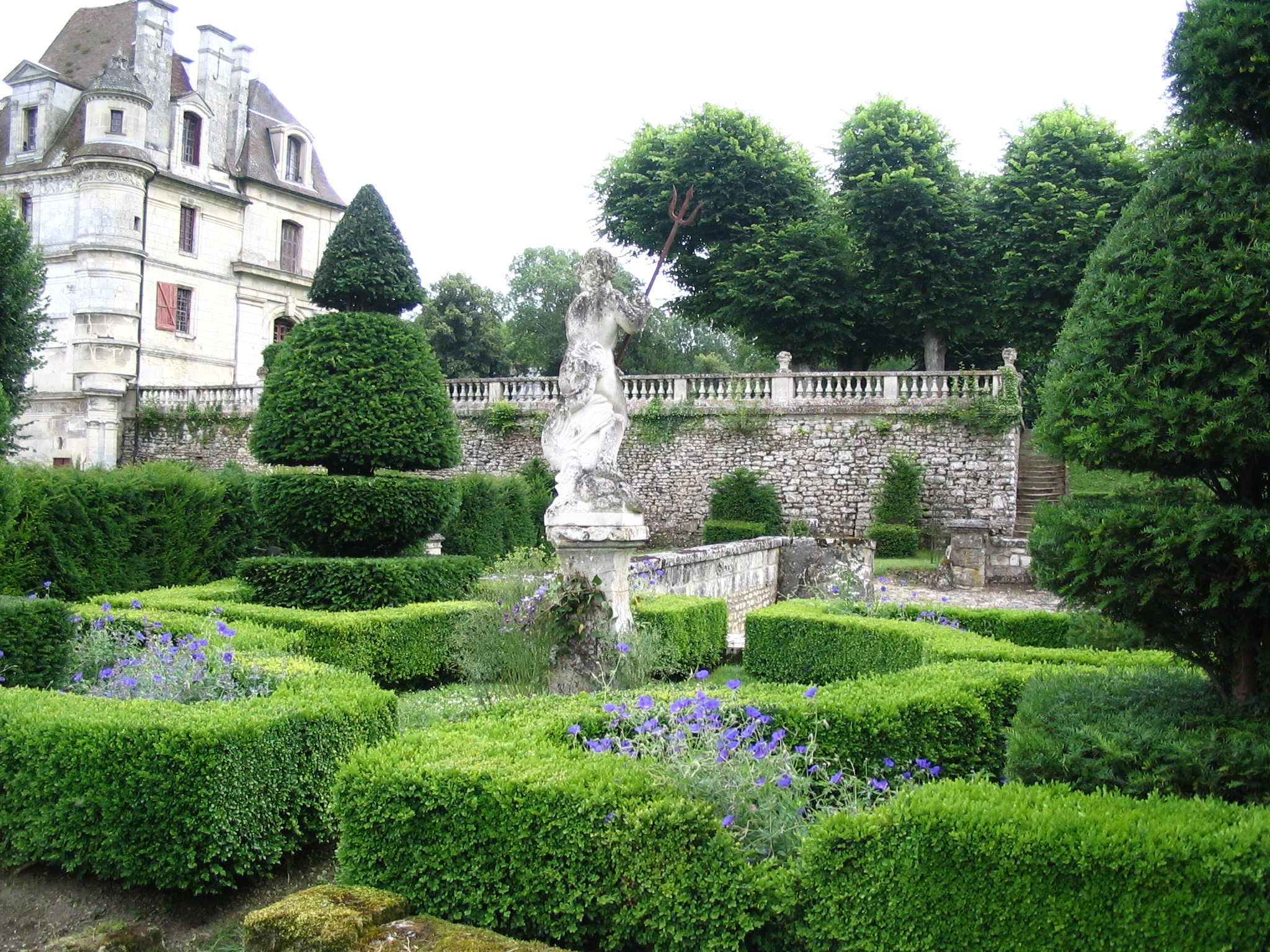
Jardín del Château d'Ambleville, Francia

En el Renacimiento la jardinería cobró una especial relevancia, en paralelo al impulso otorgado a todas las artes en esta época, principalmente gracias al mecenazgo de nobles, príncipes y altos cargos de la Iglesia. El jardín renacentista se inspiró en el romano, en aspectos como la decoración escultórica o la presencia de templetes, ninfeos y estanques. Los primeros ejemplos surgieron en Florencia y Roma, regiones con una orografía accidentada y grandes desniveles de terreno, lo que originó el efectuar estudios previos de índole arquitectónica para planificar la estructura del jardín, originando la arquitectura paisajística. Un ejemplo de ello son los Jardines del Belvedere en Roma, proyectados por Bramante en 1503, el cual resolvió los desniveles con un sistema de terrazas, a las que se accede por amplias escalinatas y que están rodeadas de balaustradas, esquema que pasaría a ser típico del jardín italiano, que se convertiría en el prototipo de jardín renacentista. Se otorgó una especial importancia a la obra hidráulica, con estanques y fuentes de gran complejidad, como los de la Villa de Este en Tivoli, diseñados por Bernini. Estos diseños pasaron al resto de Europa, donde destacan por su magnificencia los jardines franceses, como los de los castillos de Amboise, Chambord y Villandry. En Francia era costumbre subdividir el jardín en diversas zonas especializadas (jardín geométrico, medicinal, silvestre), así como la construcción de canales que permitían el paseo en barca. En esta época comenzó la costumbre de recortar los setos, apareciendo los primeros jardines en forma de laberinto. También hay que resaltar la llegada de nuevas especies gracias al descubrimiento de América, lo que favoreció la apertura de jardines botánicos dedicados al estudio y catalogación de las plantas.
La teoría jardinística renacentista se nutrió especialmente de la concepción elaborada por Leon Battista Alberti de la casa y el jardín como una unidad artística basada en formas geométricas (De Re Aedificatoria, IX, 1443-1452), así como en el modelo expuesto por Francesco Colonna en su Hypnerotomachia Poliphili (1499), que introducía el uso de parterres y el empleo del arte topiario para dar formas caprichosas a los árboles, o el diseño de las eras a partir de formas axiales, expuesto por Sebastiano Serlio en Tutte l'opere d'architettura (1538).

## Literatura

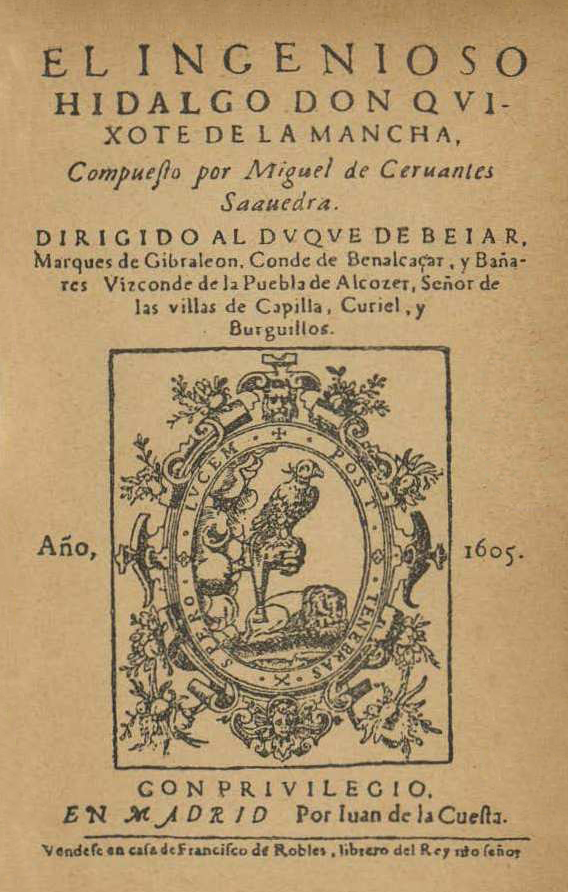
Don Quijote (1605), de Miguel de Cervantes.

La literatura renacentista se desarrolló en torno al humanismo, la nueva teoría que destacaba el papel primordial del ser humano sobre cualquier otra consideración, especialmente la religiosa. En esta época el mundo de las letras recibió un gran impulso con la invención de la imprenta por Gutenberg, hecho que propició el acceso a la literatura por un público más mayoritario. Ello conllevó a una mayor preocupación por la ortografía y la lingüística, surgiendo los primeros sistemas de gramática en lenguas vernáculas (como la española de Elio Antonio de Nebrija) y apareciendo las primeras academias de lenguas nacionales. Es por ello que muy posiblemente, la participación de filólogos en la época fue de gran ayuda y necesidad para el estudio, análisis y comprensión de textos antiguos (principalmente clásicos) durante el siglo XV hasta el siglo XVI.   
La nueva literatura se inspiró como el arte en la tradición clásica grecolatina, aunque también recibió una gran influencia de la filosofía neoplatónica desarrollada contemporáneamente en Italia. Por otro lado, refleja el nuevo ideal de hombre renacentista, que se ejemplifica en la figura del «cortesano» definida por Baldassare Castiglione: debía de dominar las armas y las letras por igual, y tener «buena gracia» o naturalidad sin artificio. En su naturaleza, la esencia renacentista nace en Italia, es en este territorio en donde nace un pensamiento basado en la dignidad y libertad humana, en la que claro está, un pensamiento liberal basado en la crítica educativa, fomentando un ideal meramente formativo. Un movimiento que, al igual que la Paideia clásica, fomentara principios y valores semejantes. El humanismo, con sus valores clarificadores sobre el valor y esencia humana, viene también a profundizar y recrear la importancia y necesidad de comprender los textos clásicos, limpiándolos de toda mancha de corrupción o manipulación intencional, o bien de la simple malinterpretación literal o literaria. De esta manera, y con estos principios, surge una sociedad laboral y académica, misma que es satisfecha con labor filológica. De manera que en el Renacimiento Occidental del siglo XV y del mismo Humanismo Italiano, el que le da vivacidad y seguimiento al estudio crítico de la cultura griega. Es por ende, que el paso de la cultura Helenística a Italia fue un proceso enriquecedor tanto en la enseñanza y copiado de textos y manuscritos antiguos como también el aprendizaje de las lenguas latín y griego y la misma recolección de textos esparcidos alrededor del territorio. Algunas de estas personas preocupadas por la difusión de la literatura helénica fueron Planudes, Moscópulo, Magister y Demetrio Triclinio. Lorenzo Valla y sus emendationes en la traducción marcaron un antes y un después al entendimiento Heródoto y Tucidides. Erasmo de Rotterdam, también reconocido como uno de los mejores críticos textuales de la era moderna, analizó las Sagradas Escrituras y los textos clásicos por su puesto, de modo que publicó traducciones de Aristóteles, Demócrito y Juan Crisóstomo. (Morocho, pags 4-9)
Con el paso del tiempo la importancia de la actividad crítica textos grecolatinos va incrementando. Su importancia se puede asociar con la necesidad de entender de aspectos históricos, ciencias naturales, geografía, astronomía, y muchos más. De manera que la labor filológica tiene auge y una importancia sin igual. A pesar de la intervención eclesiástica, haciendo mención sobre aquellos que corrigen o trabajan con textos no religiosos, cometen herejía y pecado.  
En Italia, cuna del nuevo estilo, perduraban aún los ecos de tres grandes autores medievales considerados a veces precursores del nuevo movimiento: Dante, Petrarca y Boccaccio. Entre los literatos surgidos en esta era conviene destacar a: Angelo Poliziano, Matteo Maria Boiardo, Ludovico Ariosto, Jacopo Sannazaro, Pietro Bembo, Baldassare Castiglione, Torquato Tasso, Nicolás Maquiavelo y Pietro Aretino. Su influencia se denotó en Francia, donde desarrollaron François Rabelais, Pierre de Ronsard, Michel de Montaigne y Joachim du Bellay. En Alemania, la reforma protestante impuso una mayor austeridad y una temática religiosa, cultivada por Ulrich von Hutten, Sebastian Brant y Hans Sachs. En Inglaterra, cabe citar a Tomás Moro, Edmund Spenser, Michael Drayton, Henry Constable, George Chapman, Henry Howard y Thomas Wyatt. En Portugal se halla la figura predominante de Luís de Camões.
Pero de algo que se puede afirmar es que Italia, en su apogeo renacentista fue, ciertamente, la cuna del humanismo, por consiguiente del mismo Renacimiento occidental. Por ende, más que ciudad o país comerciante, es un museo viviente, en el que se desenvuelve una riqueza cultural y un apogeo históricamente fecundo. Ya que bien se sabe, que Roma, capital Italiana, fue en su época de gloria la capital del Imperio Romano. Por ello la formación y naturalización del latín no viene siendo algo novedoso.  
En contra del clero católico y el papado, la crítica textual posee un afluente muy fuerte, cuya necesidad erudita y percepción literal es vital para la comprensión de lo que acontece en la antigüedad. Aporte que se le puede asociar, según Quirós, (1994) a los bizantinos, quienes trajeron consigo un importante número de manuscritos griegos al territorio Italiano. Paralelamente, Francesco Petrarca, como ya se ha mencionado anteriormente, ha fomentado el espíritu crítico y el valor literario de autores y textos clásicos,. Se concluye, siendo más que claro, que será el humanismo nacido en Italia el fundador y promotor del pensamiento crítico y el que se encargará de reivindicar el valor de la cultura griega.  
En España comenzó una edad dorada de las letras, que se prolongaría hasta el siglo XVII: la poesía, influida por la italiana del stil nuovo, contó con las figuras de Garcilaso de la Vega, fray Luis de León, San Juan de la Cruz y Santa Teresa de Jesús; en prosa surgieron los libros de caballería (Amadís de Gaula, 1508) y se inició el género de la picaresca con el Lazarillo de Tormes (1554), mientras que despuntó la obra de Miguel de Cervantes, el gran genio de las letras españolas, autor del inmortal Don Quijote (1605). 
Por otra parte el renacimiento español (iniciado o promovido por la llegada de Antonio de Nebrija y aceptado por los mismos reyes de España), claramente posee una línea ética basada en el pensamiento italiano, cuales antes de iniciar los estudios y acercamientos del grecorromance, incorporan modelos de enseñanza literario italiana. (Dante, Boccaccio, Petrarca). Los pocos filólogos de la época utilizaban la valoración de textos basados en su antigüedad y mayor veracidad y calidad de la lectura. Es así, que como afirma la Apología de Nebrija, que la germana lectio no debe direccionarse hacia el consensus codicum, sino siempre enfocado en la calidad de la lectura. (Morocho, p. 10)
Ahora bien, como se mencionó anteriormente, con los aportes de Antonio de Nebrija, inicia una de las más grandes labores filológicas españolas. La traducción de textos de latín al romance. Labora que se hace posible ya que una de las manifestaciones del Renacimiento Español consistía en la recuperación de escritos latinos, litterae humanitas sobre obras ciceronianas. Que, bajo el dominio de Cicerón, y por la imitatio y emulatio, en consorcio con el pensamiento de Lorenzo Valla, nace la gramática castellana, proveniente del latín.

## Teatro
El teatro renacentista también acusó el paso del teocentrismo al antropocentrismo, con obras más naturalistas, de aspecto histórico, intentando reflejar las cosas tal como son. Se buscaba la recuperación de la realidad, de la vida en movimiento, de la figura humana en el espacio, en las tres dimensiones, creando espacios de efectos ilusionísticos, en trompe-l'œil. Surgió la reglamentación teatral basada en tres unidades (acción, espacio y tiempo), basándose en la Poética de Aristóteles, teoría introducida por Lodovico Castelvetro. En torno a 1520 surgió en el norte de Italia la Commedia dell'arte, con textos improvisados, en dialecto, predominando la mímica e introduciendo personajes arquetípicos como Arlequín, Colombina, Pulcinella (llamado en Francia Guignol), Pierrot, Pantalone, Pagliaccio, etc. Como principales dramaturgos destacaron Niccolò Machiavelli, Pietro Aretino, Bartolomé Torres Naharro, Lope de Rueda y Fernando de Rojas, con su gran obra La Celestina (1499). En Inglaterra descolló el teatro isabelino, con autores como Christopher Marlowe, Ben Jonson, Thomas Kyd y, especialmente, William Shakespeare, gran genio universal de las letras (Romeo y Julieta, 1597; Hamlet, 1603; Otelo, 1603; Macbeth, 1606).

## Música
La música renacentista supuso la consagración de la polifonía, así como el afianzamiento de la música instrumental, que iría evolucionando hacia la orquesta moderna. Apareció el madrigal como género profano que aunaba texto y música, siendo la expresión paradigmática de la música renacentista. En 1498 Ottaviano Petrucci ideó un sistema de imprenta adaptado a la música, en pentagrama, con lo que se empezó a editar música. Las primeras novedades se produjeron en Flandes, donde se desarrolló la llamada polifonía «a la flamenca», cultivada por Guillaume Dufay, Johannes Ockeghem y Josquin des Prés. También cultivaron el madrigal Orlandus Lassus, Luca Marenzio, Carlo Gesualdo, Claudio Monteverdi, Cristóbal de Morales y Tomás Luis de Victoria, mientras que en polifonía religiosa destacó Giovanni Pierluigi da Palestrina. En música instrumental descolló Giovanni Gabrieli, quien experimentó con diversos timbres de instrumentos de viento y con efectos de sonido cruzado y de relieve.
En los países protestantes la música cobró gran relevancia, ya que el propio Lutero defendía la importancia de la música en la liturgia religiosa. Aquí se cultivó especialmente el coral, un género musical a capella o con acompañamiento instrumental, generalmente a cuatro voces mixtas. Algunos de los compositores que lo cultivaron fueron Johann Walther y Valentin Bapst.
A finales del siglo XVI nació la ópera, iniciativa de un círculo de eruditos (la Camerata Fiorentina) que, al descubrir que el teatro griego antiguo era cantado, tuvieron la idea de musicalizar textos dramáticos. La primera ópera fue Dafne (1594), de Jacopo Peri, a la que siguió Euridice (1600), del mismo autor; en 1602 Giulio Caccini escribió otra Euridice; y, en 1607, Claudio Monteverdi compuso La favola d'Orfeo, donde añadió una introducción musical que denominó sinfonía, y dividió las estructuras cantadas en arias.

## Danza
La danza renacentista tuvo una gran revitalización, debido de nuevo al papel preponderante del ser humano sobre la religión, de tal manera que muchos autores consideran esta época el nacimiento de la danza moderna. Se desarrolló sobre todo en Francia –donde fue llamado ballet-comique–, en forma de historias bailadas, sobre textos mitológicos clásicos, siendo impulsado principalmente por la reina Catalina de Médicis. Se suele considerar que el primer ballet fue el Ballet comique de la Reine Louise (1581), de Balthazar de Beaujoyeulx. Las principales modalidades de la época eran la gallarda, la pavana y el tourdion. En esta época surgieron los primeros tratados sobre danza: Domenico da Piacenza escribió De arte saltandi et choreas ducendi, siendo considerado el primer coreógrafo de la historia; Thoinot Arbeau hizo una recopilación de danzas populares francesas (Orchesographie, 1588).

## Filosofía

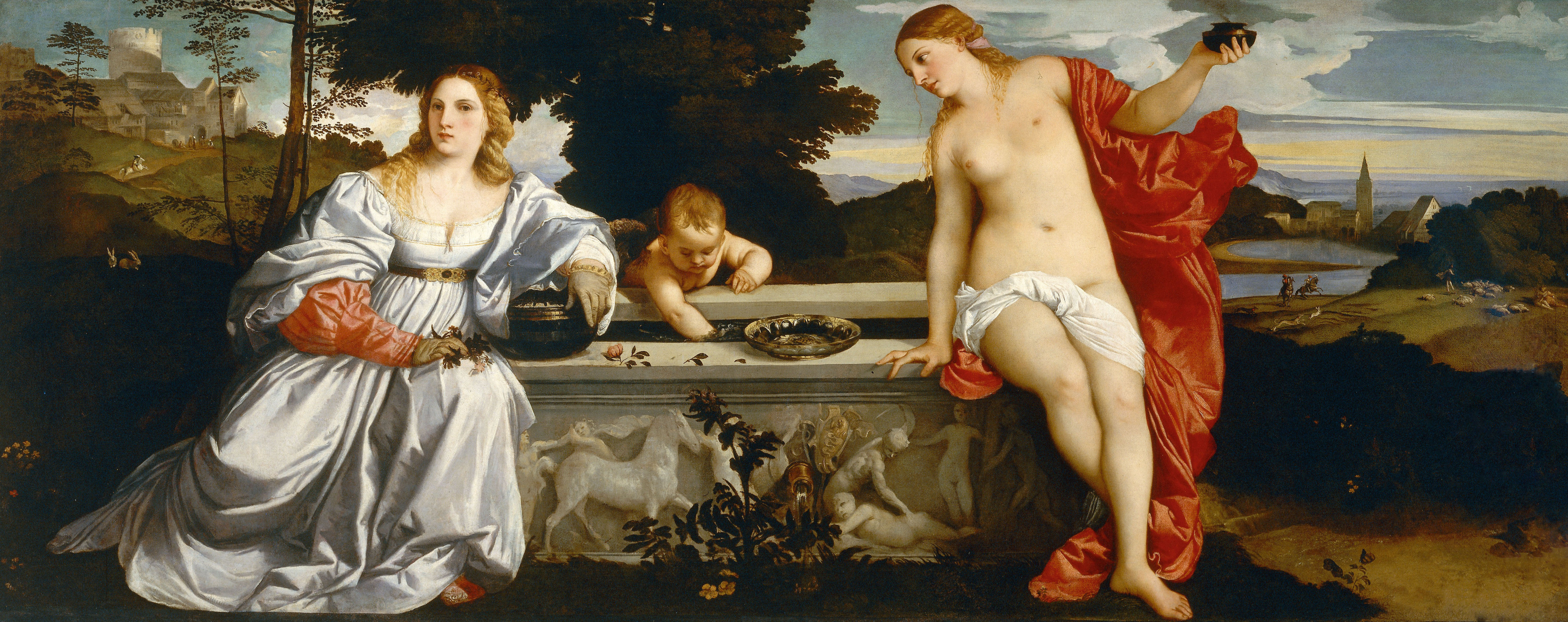
Tiziano: Amor sacro y amor profano (Galería Borghese, Roma, 1514). Esta obra representa la contraposición entre el amor humano (Venus Vulgaris) y el amor divino (Venus Caelestis), un reflejo de la teoría neoplatónica de la época sobre que la belleza terrenal es un reflejo de la belleza celestial, propugnada por Marsilio Ficino y la Academia Platónica Florentina.

La filosofía renacentista estuvo marcada en su origen por el declive de la teología, en un mundo abocado a la modernidad que, sin renunciar aún a la religión, la circunscribe al ámbito espiritual y personal del individuo. La nueva forma de afrontar los problemas del ser humano será el racionalismo, el uso de la razón aplicada a la sociedad y a la naturaleza. Aun así, la religión siguió presente en buena medida durante esta época, aunque derivó de la teología escolástica hacia el misticismo, hacia una relación con Dios basada más en el sentimiento que en el conocimiento, así como en la acción, la obra de acercamiento a Dios, como se percibe en la obra de Jan van Ruusbroec, Dionisio Cartujano y Tomás de Kempis.
La nueva corriente de estos tiempos será el humanismo, más interesado en el hombre y la naturaleza que en las cuestiones divinas y espirituales. El naturalismo impregna todos los ámbitos del saber, y así se habla no solo de la ciencia natural, sino también del derecho natural, la moral natural e, incluso, la religión natural, una religión que abandona todo lo sobrenatural (revelación, dogma) para ser fiel reflejo de la posición del ser humano en el mundo. El humanismo se fundamenta, como el arte, en la oposición a la cultura medieval y el retorno a la antigüedad clásica; sin embargo, buena parte de la filosofía renacentista evoluciona de la medieval en una línea continua que llega hasta Descartes, no en vano la escolástica medieval estaba fundamentada en la filosofía griega platónica y aristotélica. Aun así, numerosos humanistas despreciaron el aristotelismo escolástico por ser excesivamente teologizado, y abordaron a Platón desde la obra de sus seguidores posteriores, el llamado neoplatonismo, especialmente desde el terreno de la filosofía estoica que, como la renacentista, incidía más especialmente en el ser humano como medida de todas las cosas. Sin embargo, muchos de estos autores abordaron el tema desde una postura superficial y poco rigurosa, sin profundizar en los aspectos ontológicos y metafísicos de los clásicos griegos, sin analizar la nueva situación intelectual del ser humano alejado de Dios, cuestión que no llegará hasta el cartesianismo.
El pensamiento humanístico nació en Italia, especialmente en torno a la Academia Platónica Florentina patrocinada por Cosme de Médici, que aglutinó a pensadores como Marsilio Ficino, Giovanni Pico della Mirandola, Cristoforo Landino, Angelo Poliziano o Benedetto Varchi. Otros se encaminaron más hacia la política, como Nicolás Maquiavelo, forjador del autotitarismo monárquico como seña de identidad de las nuevas naciones-estado surgidas en esta época; o hacia el naturalismo, como Leonardo Da Vinci y Bernardino Telesio. En Francia, el humanismo tuvo un componente más escéptico, representado por Michel de Montaigne o Pierre Charron, mientras que algunas figuras se adhirieron a la reforma protestante, como Pierre de la Ramée o Henri Estienne. En Inglaterra destacó la figura de Tomás Moro, canciller de Enrique VIII, quien lo decapitó por oponerse a la reforma anglicana; fue autor de Utopía, un esbozo de estado ideal de reminiscencias platónicas. Pero el más afamado humanista surgió en Países Bajos: Erasmo de Róterdam, que escribió en latín, con un estilo vivo y elegante, fiel al dogma católico, pero de mentalidad abierta y comprensiva, reflejo de un espíritu de concordia; fue autor del Elogio de la locura (1511).
En Alemania no recaló tanto el humanismo de carácter marcadamente literario como en otros países europeos, y la filosofía se encaminó más a la mística especulativa, heredera del Maestro Eckhart; otras figuras mezclaron esta tendencia con elementos de las ciencias naturales o aun de la alquimia y la astrología, como Agrippa von Nettesheim o Paracelso. Por otro lado, la Reforma protestante contó con figuras como Martín Lutero, Zwinglio, Philipp Melanchthon, Sebastian Franck y Jakob Böhme.
En España el pensamiento filosófico no rompió del todo con el pasado medieval, y mostró un especial interés por la lingüística, tanto clásica como vernácula (Antonio de Nebrija, Benito Arias Montano). La corriente escéptica estuvo representada por Francisco Sánchez, mientras que el humanismo antiescolástico —pero heredero de la tradición católica— contó con la figura de Juan Luis Vives, preocupado especialmente por la moral y la educación. Por otro lado, una reacción escolástica estuvo originada por la Contrarreforma tridentina que revivió el misticismo y contó con figuras como santa Teresa de Jesús y san Juan de la Cruz.
Por otro lado, además del humanismo hay otras corrientes de pensamiento que a través de diversas vías, aparentemente dispares, convergerán en la filosofía cartesiana y en los fundamentos de la filosofía moderna: una es heredera del pensamiento medieval, representada por Nicolás de Cusa o por la escolástica española; otra está más preocupada por la naturaleza y dará origen a la ciencia física moderna. Nicolás de Cusa, cardenal y obispo de Bresanona, intentó conciliar la doctrina católica con la teoría platónica, a través de una noción de Dios infinito y trascendente en el que se aglutinan la verdad y la realidad (De docta ignorantia, 1440). La escolástica española estuvo muy ligada a la Contrarreforma, y se asoció especialmente con la orden de los jesuitas; de influencia tomista, estuvo representada por Francisco de Vitoria, Alfonso Salmerón, Luis de Molina y, especialmente, Francisco Suárez. El estudio de la naturaleza dio en el terreno filosófico la relevante figura de Giordano Bruno, autor de una doctrina panteísta por la que fue quemado por hereje, y defensor de la razón y la experiencia como única vía para conocer el mundo. También influyeron en la filosofía las nuevas teorías científicas de Nicolás Copérnico, Johannes Kepler y Galileo Galilei.

## Ciencia
La historia de la ciencia en el Renacimiento comienza con el redescubrimiento de textos científicos antiguos durante el Renacimiento y se acelera después de la caída de Constantinopla en 1453 y la invención de la imprenta —que democratizaría al aprendizaje y permitiría una propagación más rápida de nuevas ideas— y los descubrimientos geográficos ocurridos en esta era.
Las ciencias naturales, fundamentadas en la metafísica nominalista, se diferenciaron de los estudios anteriores —de raíz aristotélica— en dos factores esenciales: la idea de la naturaleza y el método físico. La primera evoluciona desde la física ontológica aristotélica hacia un discurrir simbólico fundamentado en las matemáticas, pasando de analizar el «ser de las cosas» a interpretar «variaciones de fenómenos»; por tanto, se renuncia a conocer las causas a cambio de medir los fenómenos, sentando las bases de la ciencia positiva. El método físico, por otro lado, se fundamenta en el empirismo, basado en el «análisis de la naturaleza», el cual parte de una hipótesis de origen matemático para llegar a una comprobación a posteriori de esa premisa apriorística. Uno de los principales teóricos de la nueva ciencia fue el filósofo inglés Francis Bacon, padre del empirismo filosófico y científico; su principal obra, Novum organum, presenta la ciencia como técnica, experimental e inductiva, capaz de dar al ser humano el dominio sobre la naturaleza.
Una de las disciplinas científicas que más se desarrolló en esta época fue la astronomía, gracias principalmente a la figura de Nicolás Copérnico: este científico polaco fue el difusor de la teoría heliocéntrica —los planetas giran alrededor del Sol— frente a la geocéntrica impuesta en la Edad Media principalmente por la iglesia —la Tierra es el centro del universo. Expuso esta teoría, basada en la de Aristarco de Samos. Este sistema fue posteriormente desarrollado por Johannes Kepler, quien describió el movimiento de los planetas conforme a órbitas elípticas. Por último, Galileo Galilei sistematizó estos conocimientos y formuló los principios modernos del conocimiento científico, por lo que fue procesado por la Inquisición y obligado a retractarse; sin embargo, está considerado por ello el fundador de la física moderna. Otro astrónomo destacado de este período fue Tycho Brahe, creador del observatorio de Uraniborg, desde el que realizó numerosas observaciones astronómicas que sirvieron de base a los cálculos de Kepler. También cabe remarcar que en 1582 el papa Gregorio XIII introdujo el calendario gregoriano, que sustituyó al anterior calendario juliano.
Las matemáticas también avanzaron notablemente en esta época: Christoph Rudolff desarrolló la utilización de las fracciones decimales; Regiomontano estudió la trigonometría esférica y rectilínea; los italianos Gerolamo Cardano y Lodovico Ferrari resolvieron las ecuaciones de tercer y cuarto grado, respectivamente; otro italiano, Tartaglia, utilizó el triángulo aritmético para calcular los coeficientes de un binomio; Rafael Bombelli estudió los números imaginarios; François Viète efectuó importantes avances en trigonometría, y creó el simbolismo algebraico; Simon Stevin estudió las primeras tablas de intereses, resolvió el problema de la composición de fuerzas y sistematizó las fracciones decimales.
En ciencias naturales y medicina también hubo importantes avances: en 1543 Andrés Vesalio publicó De humani corporis fabrica, un compendio de anatomía con profusas ilustraciones considerado uno de los más influyentes libros científicos de todos los tiempos; Bartolomeo Eustachio descubrió las cápsulas suprarrenales; Ambroise Paré inició la cirugía moderna; Conrad von Gesner inauguró la zoología moderna con una primera clasificación de animales por géneros y familias; Miguel Servet describió la circulación pulmonar, y William Harvey la de la sangre; Gabriele Falloppio estudió la estructura interna del oído; Ulisse Aldrovandi creó el primer jardín botánico en Bolonia; Bernard Palissy fundamentó la paleogeografía; Caspar Bauhin introdujo un primer método de clasificación de las plantas; y Zacharias Janssen inventó el microscopio en 1590.
También avanzó notablemente la geografía y la cartografía, gracias a los numerosos descubrimientos realizados en esta época. Cabe destacar la labor del flamenco Gerardus Mercator, autor del primer mapa del mundo (1538) y descubridor de un método de posicionamiento geográfico sobre un mapa del rumbo dado por una aguja imantada.
En el terreno de la química, relacionada todavía con la alquimia medieval, hubo escasos avances: Georgius Agricola fundó la mineralogía moderna, clasificando los minerales según sus caracteres externos; Paracelso aplicó la alquimia a la medicina, estudiando las propiedades de los minerales como fármacos, en el transcurso de cuyas investigaciones descubrió el cinc; Andreas Libavius escribió el primer tratado sobre química con una mínima base científica, e introdujo diversos preparados químicos, como el ácido clorhídrico, el tetracloruro de estaño y el sulfato amónico, así como la preparación del agua regia.
Por último, conviene citar la figura polifacética de Leonardo da Vinci, ejemplo del hombre renacentista interesado en todas las materias tanto artísticas como científicas (homo universalis). En el terreno de la ciencia, realizó varios proyectos como máquinas voladoras, concentradores de energía solar o calculadoras, que no pasaron de meros proyectos teóricos. También realizó trabajos de ingeniería, hidráulica y mecánica, y estudios de anatomía, óptica, botánica, geología, paleontología y otras disciplinas.

## Vida y costumbres

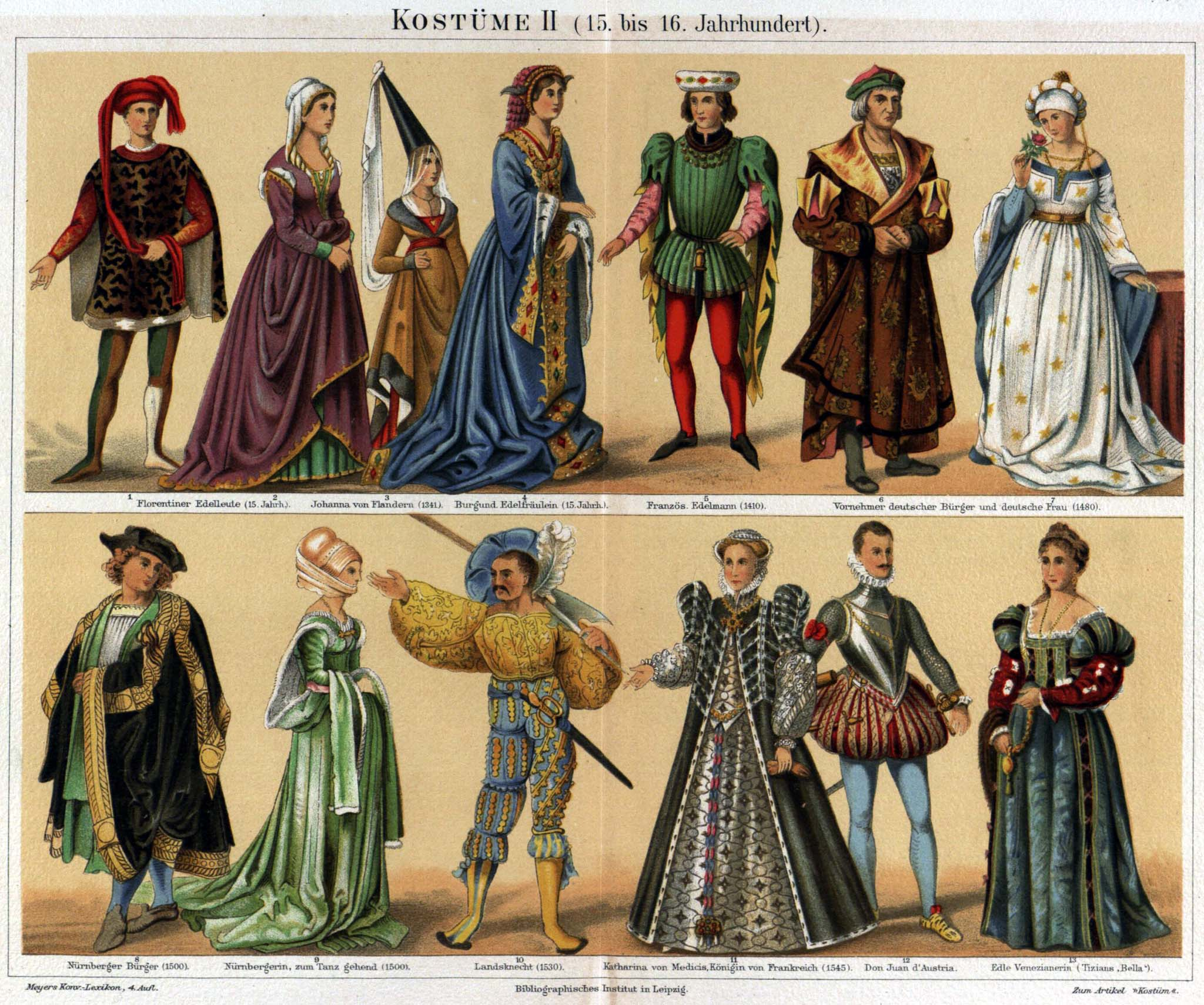
Diseños de moda de los siglos xv y xvi

Con el Renacimiento y su cultura más humanista e individualista, así como el despegue económico y su consecuente grado de ostentación social, y unido a los avances tecnológicos, se desarrollaron notablemente todos los aspectos relacionados con el aspecto individual y el cuidado personal, como la peluquería y la moda. La peluquería sufrió una profunda transformación y un gran auge en cuanto a establecimientos y productos dedicados al cuidado del cabello. Se puso de moda la depilación de las cejas, así como de la frente, a veces hasta medio cráneo. Aumentó el gusto por el teñido, siendo el rubio el color preferido. Por lo general, los peinados incluían un tocado, con cinco tipos principales: las tocas, las cofias o albanegas, los bonetes, los rollos y los sombreros. Desde el siglo XVI los peinados, especialmente los femeninos, fueron ganando en complejidad, con sofisticadas estructuras de rizos, encajes, cintas y muselinas.
En el Renacimiento surgió el concepto de moda tal como lo entendemos hoy día: se introdujeron nuevos géneros y la costura adquirió un alto grado de profesionalización. En la Italia renacentista aparecieron los trajes más ricos y espectaculares de la historia, de vivos colores y formas imaginativas y originales, que otorgaban gran relevancia a las mangas, a los pliegues y a las caídas de tela de forma vertical, con finos bordados y rica pasamanería. En el siglo XVI el calzón corto era a modo de bombacho, y continuó usándose el jubón medieval, junto a capas de diverso tipo y adornos como la gorguera, una tela de encajes fruncidos que cubría el cuello. En el atuendo femenino apareció el corsé, que ceñía la cintura, sobre una falda en forma de campana llamada crinolina, hecha de tela y crin de caballo, y reforzada con aros metálicos.
También cobró una especial relevancia la gastronomía, que llegó a altas cotas de refinamiento y sofisticación. Destacó la cocina veneciana, que gracias a su comercio con Oriente favoreció la importación de todo tipo de especias: pimienta, mostaza, azafrán, nuez moscada, clavo, canela, etc. Un factor determinante para una nueva gastronomía fue el descubrimiento de América, de donde llegaron nuevos alimentos como el maíz, la patata, el tomate, el cacao, los frijoles, el cacahuete, el pimiento, la vainilla, la piña, el aguacate, el mango o el tabaco.